# Gasparo Cairano
Gasparo Cairano, aussi appelé Gasparo da Cairano, de Cayrano, da Milano, Coirano (né avant 1489 à Milan ou Cairate ou encore Pieve del Cairo et mort aux alentours de 1517 à Brescia) est un sculpteur italien.
Gasparo Cairano se distingua à partir de 1489 dans la haute société intellectuelle et culturelle milanaise, il fit une carrière réussie qui le propulsa en très peu de temps au niveau de personnage le plus important de la Sculpture Renaissance de Brescia avec des œuvres fameuses telles que les Bustes des Césars pour le Palais de la Loggia de Brescia, ou encore le Mausolée Martinengo. Il est connu pour son style d'inspiration classique (de la Rome antique) en opposition au style décoratif local très raffiné que Cairano met au second plan. Durant la première décennie du XVe siècle, il acquit d'importants clients, publics ou privés, qui lui achetèrent ses œuvres au point qu'il arriva à supplanter la concurrence.
Tombé dans l'oubli à cause de la critique laïque provoquée par d'importants malentendus, sa personnalité artistique et ses œuvres n'ont été reconnues qu'à partir de la fin du XXe et du début du  XXIe siècle grâce à d’importantes études critiques le ciblant qui ont permis pour la première fois une analyse approfondie et une redécouverte de sa grande collection d'œuvres.

## Biographie

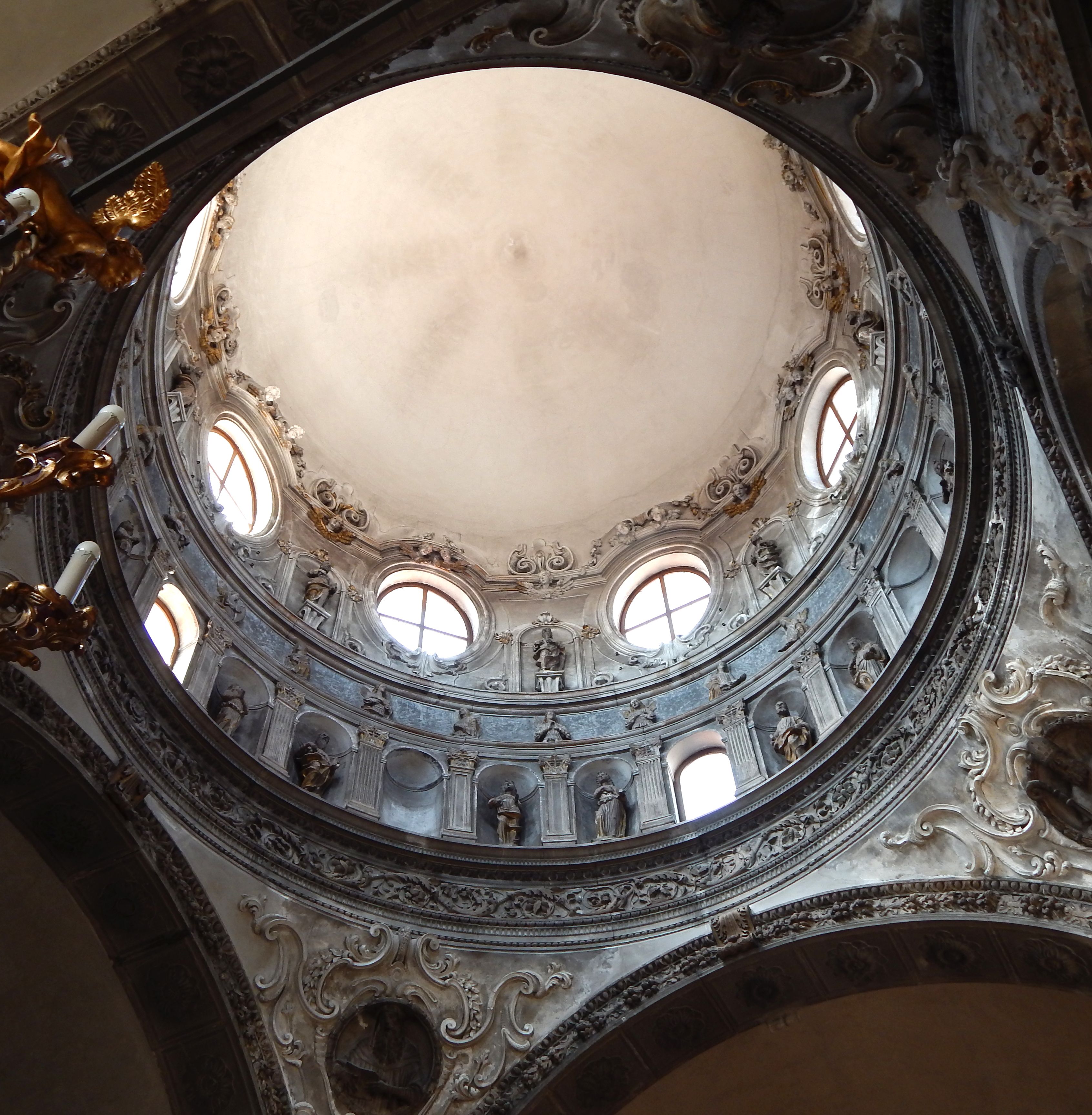
La coupole de l'église de Santa Maria dei Miracoli avec le cycle des douze apôtres de Gasparo Cairano et celui des Anges d'Antonio della Porta de 1489

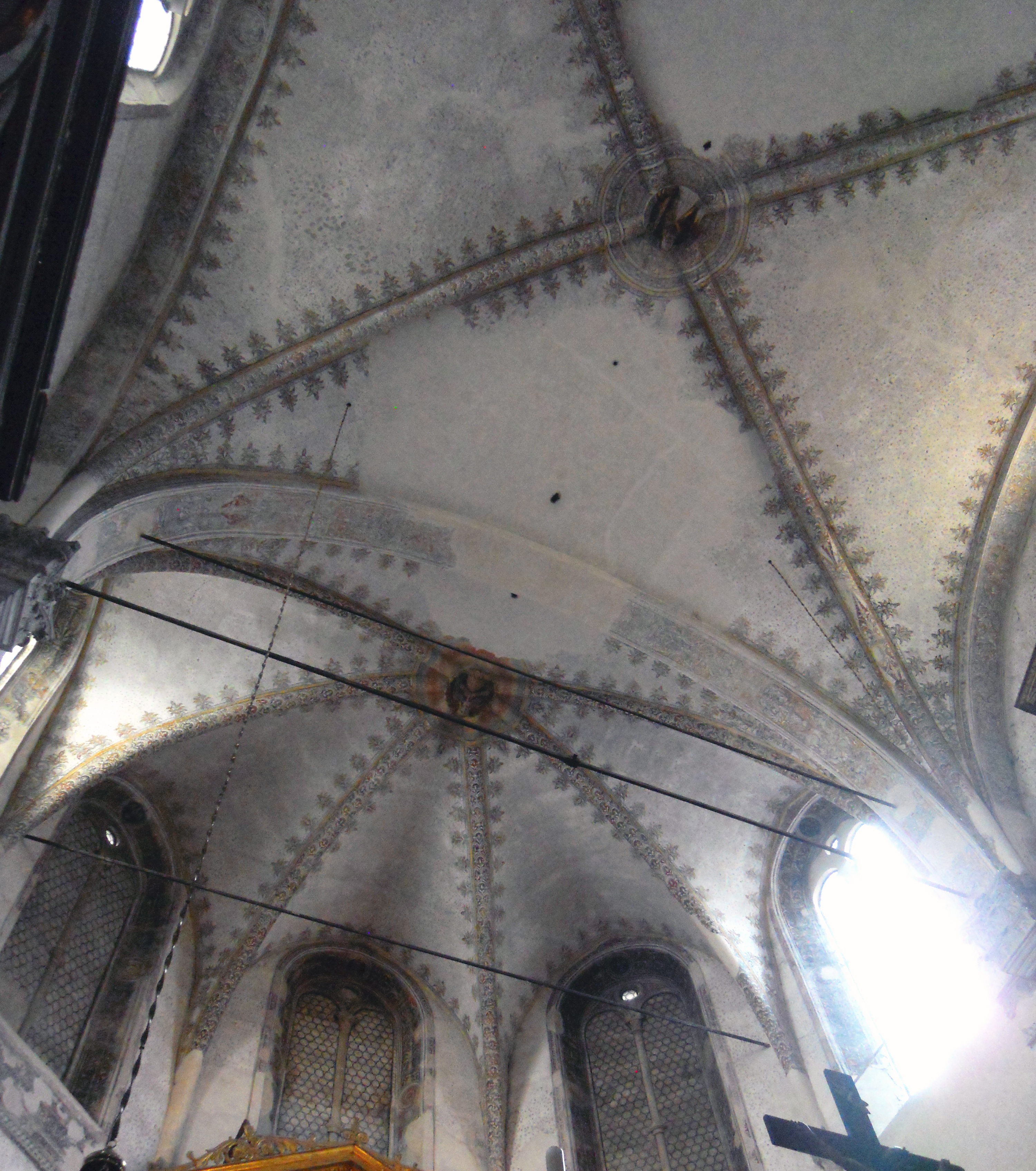
La voûte du presbytère du Duomo Vecchio de Brescia avec les deux clefs de voûte de Gasparo Cairano de 1491

On ne sait rien de Gasparo Cairano avant 1489 et aucune information sur sa date et son lieu de naissance n'ont été retrouvées, ni des circonstances qui l'ont amené à Brescia. L’appellation da Milano (de Milan) que l'on retrouve dans certaines sources relatives à sa vie ne fournit pas une information précise, en effet il pourrait s'agir de la ville ou du duché ou encore du diocèse. Quelques conjectures peuvent être aussi faites sur le nom de famille Cairano qui pourrait provenir du village de Cairate (en province de Varèse) qui est encore appelé Caira dans le dialecte local.

### Les débuts: le chantier de Santa Maria dei Miracoli
Les débuts des œuvres de Cairano à Brescia sont un cycle de douze statues des apôtres pour la première coupole de l'église de Santa Maria dei Miracoli à Brescia (travail pour lequel il fut payé le 24 décembre 1489), effectué à peu près pendant la même période où Antonio della Porta sculptait ses douze Anges du contrepoint pour la même église.
Quasiment toute la production de statues, bustes et décors de l'intérieur du bâtiment de l'église de Santa Maria dei Miracoli faite dans la décennie suivant la fabrication du cycle des douze Apôtres est due à Cairano et ses collaborateurs. Il n'est pas à exclure que tous ses travaux furent les conséquences d'une réelle dispute entre le Cairano et Antonio della Porta sur le droit de chacun d'eux de continuer les travaux seul. Il faut cependant noter que le cycle des Anges de Della Porta à un niveau de qualité bien plus élevé que le cycle des Apôtres de Gasparo Cairano, de par sa modernité tourné vers le classicisme vénitien mais aussi pour sa qualité de technique bien supérieure. Il est donc probable que Gasparo Cairano ait bénéficié d'un soutien local qui lui permit de s'imposer sur Antonio della Porta bien que ses capacités artistiques ne soient encore qu'en développement. De plus, Antonio della Porta ne contribua au chantier que très peu de temps avant de le laisser au main du Cairano après avoir été payé modestement, en effet, il avait reçu moins d'argent pour ses douze anges et ses autres statues que Cairano rien que pour son cycle des douze apôtres. À la suite de cela Antonio della Porta quitta définitivement le chantier et la ville de Brescia dans laquelle il ne revint qu'une décennie plus tard.

### Les clefs de voûte du Duomo Vecchio de Brescia
À peine Gasparo Cairano avait-il obtenu le droit de continuer ses travaux dans l'église de Santa Maria dei Miracoli, son art et sa carrière commencèrent son ascension. Le 16 novembre 1491, lui furent payés les deux clefs de voûte pour le nouveau presbytère du Duomo Vecchio de Brescia en cours de construction dans le cadre du projet de Bernardino Martinengo. Deux années plus tard, Cairano commence son premier propre projet dans le chantier du palais de la Loggia de Brescia.
On note donc un chevauchement entre les différents projets et demandes (publiques et ecclésiastiques) faites à Gasparo Cairano qui sont pour la plupart bien plus importantes que le chantier de l'église de Santa Maria dei Miracoli qui est par ailleurs arrêté environ à la même époque. Le sculpteur revient travailler dans les années qui suivent sur le sanctuaire de Santa Maria dei Miracoli seulement occasionnellement mais le chantier de l'église ne reprit véritablement qu'au milieu du XVIe siècle,.

### Le succès: les sculptures de la Loggia

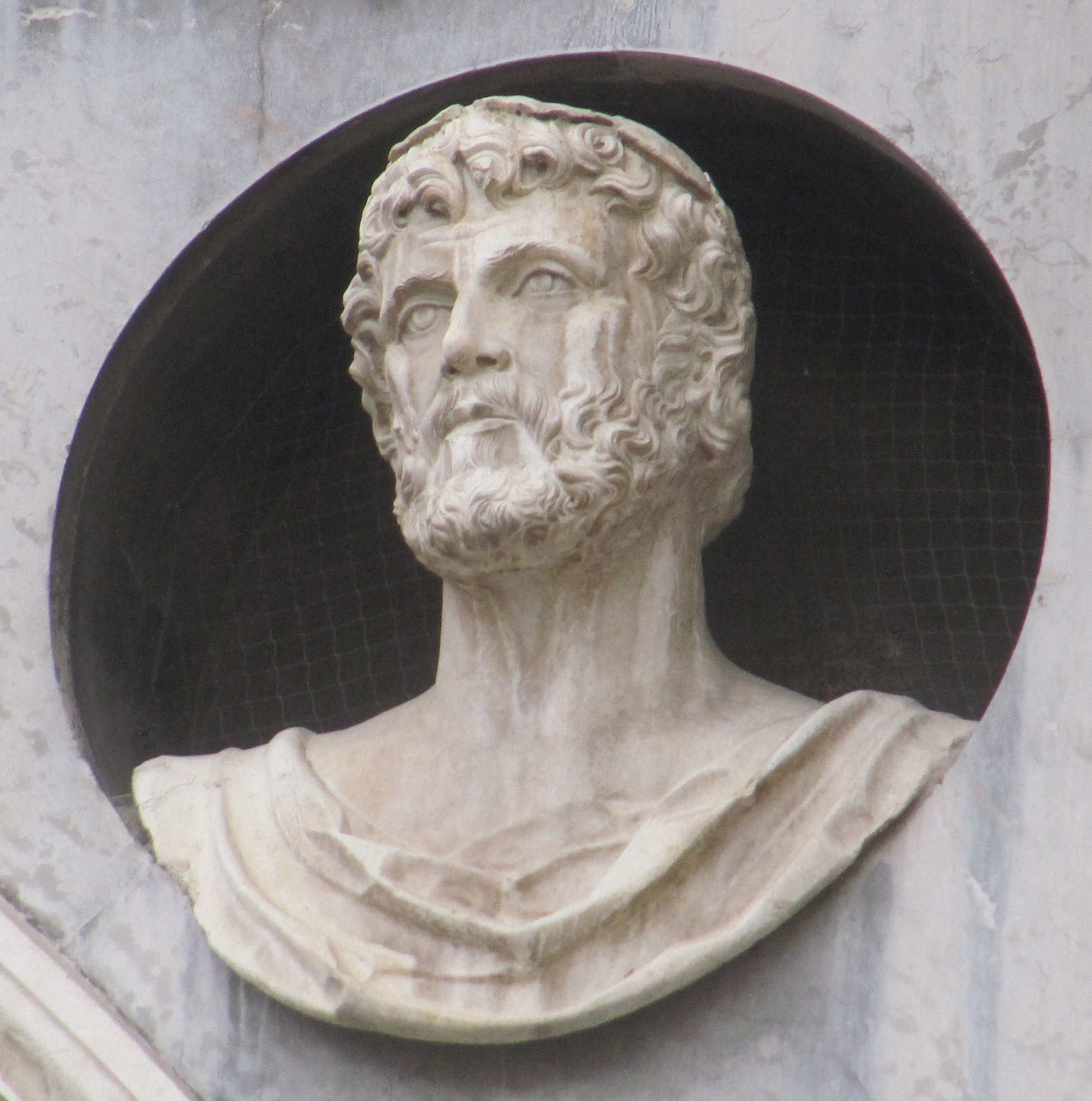
Buste d'empereur du palais de la Loggia par Gasparo Cairano (1493)

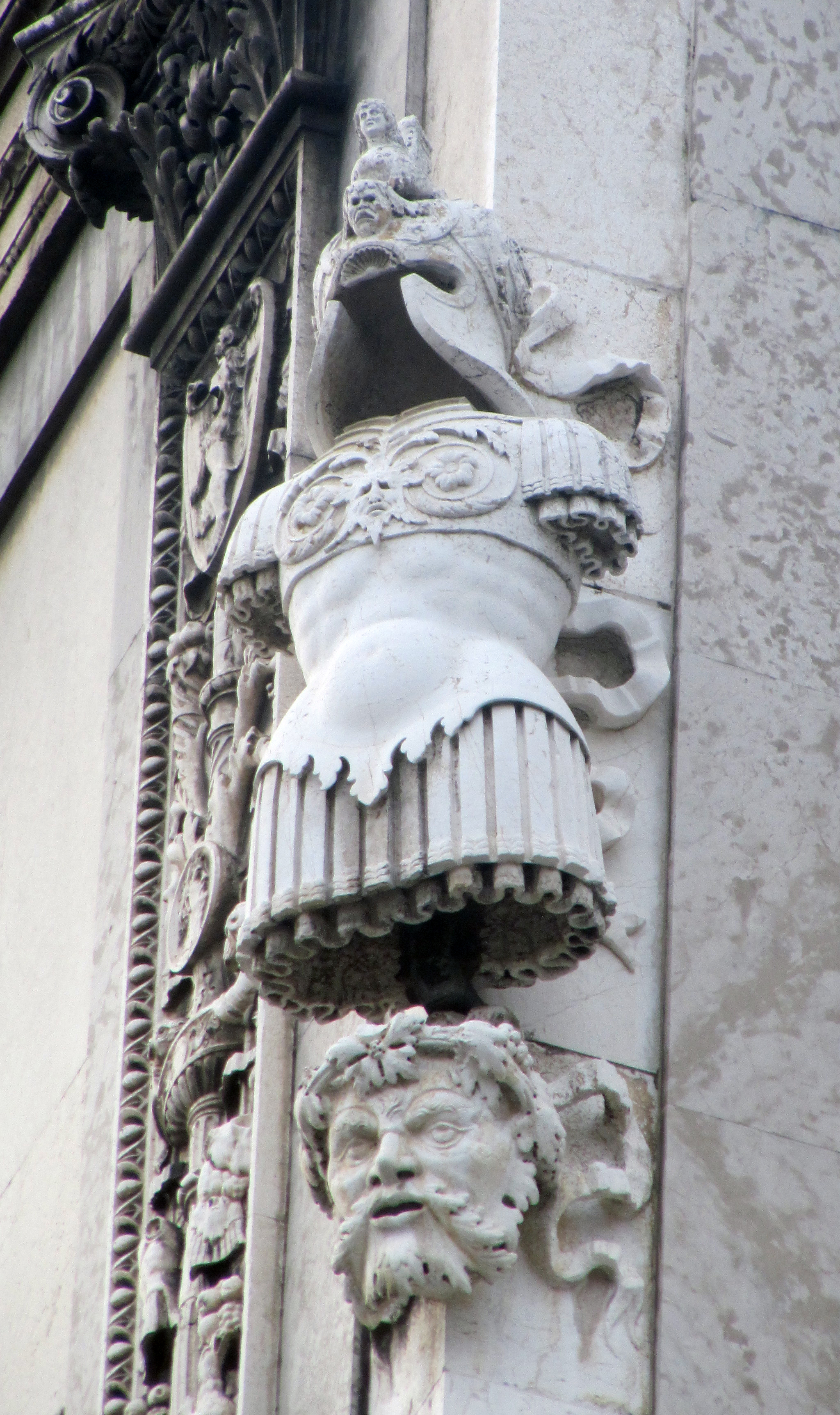
Trofeo de Gasparo Cairano (1499-1500)

Le 30 août 1493, Gasparo Cairano se lance dans sa plus grande production sculpturale avec la demande qu'il reçoit pour la décoration du revêtement extérieur du palais de la Loggia ; en effet, il lui est demandé « capita 5 imperatorum romanorum » soit la réalisation de cinq bustes représentant des empereurs romains pour le cycle des trente Césars (on ne peut par ailleurs que noter la ressemblances entre ceux qui sont sur la façade face à la place et avec la statue du Colleone).
En général, le bond considérable de qualité par rapport aux Apôtres du sanctuaire des Miracles, sculptés quelques années plus tôt est très appréciable : il faut noter comment le cycle des Césars est inégalé dans la production Renaissance sculpturale précédente sur le thème des effigies impériales et pas seulement pour l'entité numérique, mais également de la grande taille de chaque exemplaire. Gasparo Cairano, grâce à la production de ces Césars et de divers ornements architecturaux de la Loggia, devient ainsi l'architecte chef de file de l'envie commune de clients publics et privés de Brescia, qui désirent traduire par la pierre leur fierté pour leur descendance historique de la Rome antique,.
Aux alentours de 1497, alors qu'il continue, à intervalles réguliers, à sculpter les bustes des Césars, il réalise aussi les cinq clefs de voûte pour le portique du palais de la Loggia qui représentent, respectivement : Sant'Apollonio, San Faustino, San Giovita, la Justice et la Foi. Entre 1499 et 1500 furent terminés les deux grands Trofei qui seront placés aux deux angles du palais situé du côté de la place. Puis, jusqu'en 1505, Gasparo Cairano participe à la réalisation de plusieurs protomés de lion, de quelques chapiteaux de colonnes et des candélabres,.
Le monopole de Gasparo Cairano sur les Césars ne fut interrompu que pendant une brève période où Antonio della Porta, retourné à Brescia, est recruté pour le chantier du palais de la Loggia probablement grâce à la célébrité qu'il avait obtenue à Pavie, où il avait travaillé après être parti de Brescia. Le sculpteur réalise trois Césars et plusieurs autres sculptures mineures sans toutefois recevoir aucune appréciation pour son travail, le panorama artistique de Brescia étant de plus en plus monopolisé par Cairano qui était entre-temps devenu le sculpteur le plus en vogue de la ville. Antonio della Porta, de nouveau déçu par l’accueil glacial que lui avait réservé la ville de Brescia, partit pour ne plus jamais revenir.

### Les commandes privées de Brunelli et Caprioli

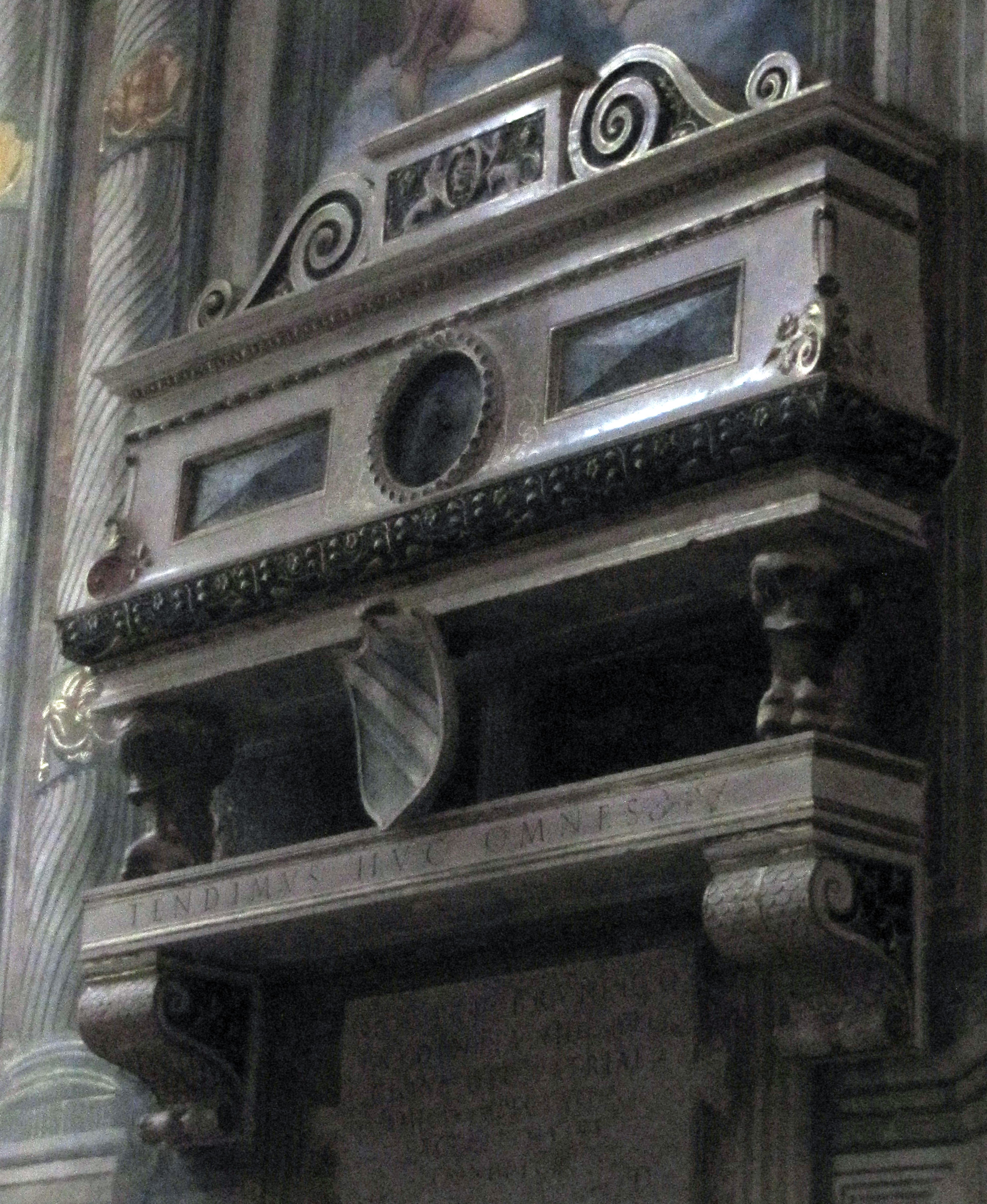
Le tombeau de Gaspare Brunelli par Gasparo Cairano (1496-1500)

Une fois le prestige gagné sur le site de construction de la Loggia, Cairano reçoit au moins deux commandes de familles nobles de Brescia, toutes deux impliquées dans la direction administrative du palais de la Loggia et, par conséquent, certainement au courant de son talent et de sa capacité<. Des documents font remonter à 1496 la demande pour l'exécution de la tombe de Gaspare Brunelli, daté de 1500, destinée à être placée dans la chapelle Brunelli dans l'église Saint-François d’Assise. À la même période, la famille Capriolo lui commande un monument funéraire pour Luigi Caprioli, destiné à la chapelle Caprioli dans l'église San Giorgio.
Il ne reste presque rien du monument funéraire Caprioli (démembré au XIXe siècle) mais le bas-relief de l'Adoration Caprioli, chef-d’œuvre de Gasparo Cairano, fut conservé et placé, en 1841 par Rodolfo Vantini, sur le maître-autel de l'église Saint-François d'Assise. Dans l'Adoration Caprioli, Cairano met en place une grande maîtrise technique, non seulement par des perspectives extrêmement précises des cadres, mais aussi dans le choix de bloc monolithique, qui ne sont pas strictement nécessaires pour un travail de ce type. Par Bernardo Faino et Francesco Paglia, l'on sait que ce bas-relief était inséré dans un ornement architectural peut-être exécuté aussi par Cairano.

### Les sculptures des églises San Pietro in Oliveto et San Francesco

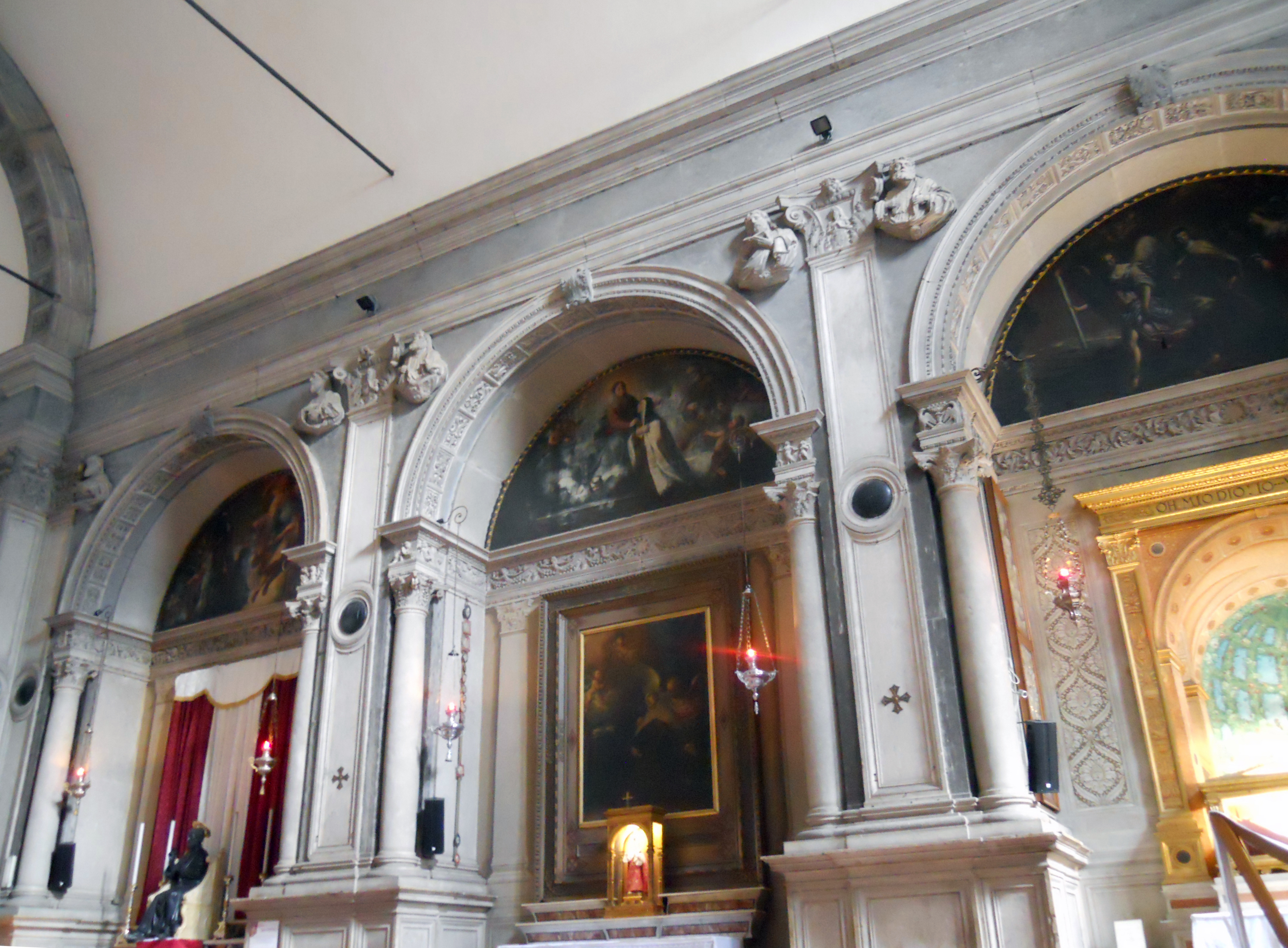
L'intérieur de l'église San Pietro in Oliveto (vers 1507)

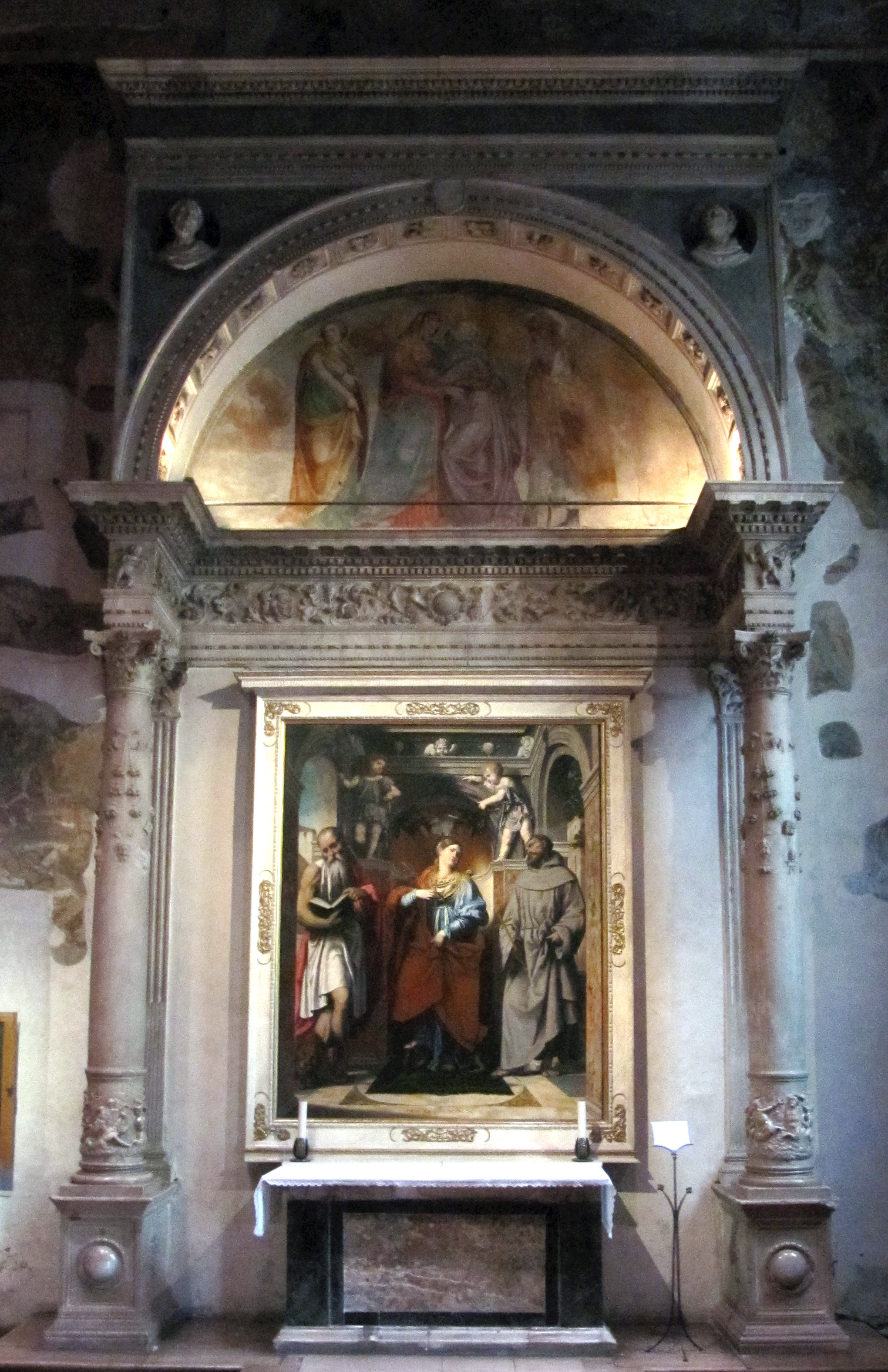
L'autel de saint Jérôme (San Girolamo) (vers 1506-1510)

En 1503, Gasparo Cairano livre les derniers Césars destinés à être placés sur la façade du palais de la Loggia en finissant ainsi son travail sur le chantier de ce bâtiment sans qu'aucun retour sur celui-ci ne soit connu. Il termine par cette même date son fabuleux travail pour les commandes publiques qui l'avait mené au summum de son succès.
Dans son besoin de relancer son activité, Cairano entre probablement en contact avec les différentes personnalités rencontrées au cours des travaux de la Loggia, à la recherche de commandes importantes. Indépendamment de sa volonté, son chemin artistique le mène de plus en plus vers l'art sacré. En 1504, le chanoine de la basilique San Pietro de Dom, Francesco Franzi d'Orzinuovi, lui commande, à travers son testament, la construction d'une chapelle pour la basilique, dont on ne sait presque rien,.
En 1507, Gasparo Cairano travaille sur le chantier de l'église San Pietro in Oliveto (le troisième plus grand chantier de la Renaissance à Brescia, après le palais de la Loggia et le sanctuaire des Miracles dont la construction finira la même année) où il exécute plusieurs ornements décoratifs pour l'intérieur. On remarque par ailleurs que certains éléments s'inscrivent nettement dans le style des Sanmicheli, les seconds plus importants sculpteurs de Brescia après Gasparo Cairano et aussi parmi les seuls à pouvoir s'imposer dans une œuvre aussi monumentale. Gasparo Cairano s'occupe de sculpter douze autres bustes des apôtres qui seront disposés dans la nef où on reconnait parfaitement la touche de l'artiste. Malheureusement, il existe très peu de documents, la plupart étant mal conservés et abîmés, relatifs à cette période historique de l'édifice.
On peut aussi attribuer à Cairano l'autel de saint Jérôme (San Girolamo en italien) dans l'église San Francesco bien que celle-ci pose problème à cause du manque total de connaissance sur les origines de l'autel. Celui-ci, sûrement sculpté vers 1506, s'impose pour sa qualité et son originalité artistique au plus haut niveau de l'art brescian de l'époque. Le motif de la base des cylindres s'inspire du Combat de dieux marins, une gravure d'Andrea Mantegna.

### Le portail du dôme de Salò

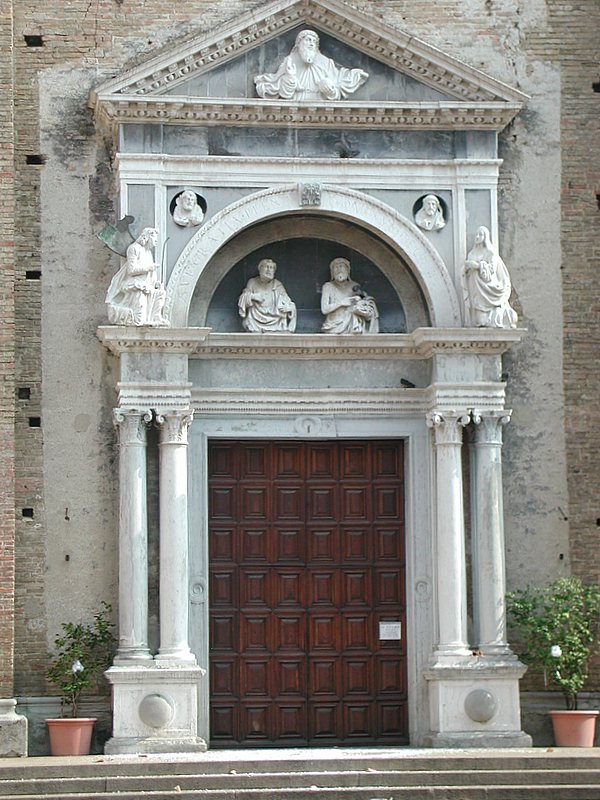
Le portail du dôme de Salò (1506-1509)

Entre 1506 et 1509, Gasparo Cairano s'occupe de la réalisation du nouveau portail du dôme de Salò surement en association avec Antonio Mangiacavalli, un autre sculpteur de la région de Brescia. Cairano fourni, pour agrémenté le portail, les statues du Padre eterno (Dieu), de Saint Pierre et de Saint Jean-Baptiste, laissant à Mangiacavalli la Vergine annunciata (la Vierge), tandis que l'Angelo annunciante (l'Ange) et les deux petits bustes sur les côtés semblent être le fruit d'une collaboration entre les deux artistes. Le portail de l'église est terminé et mis en fonction à partir d'août 1508 et à partir du début de l'année suivante les dernières interventions de fioriture se concluent.
Avec le chantier du dôme de Salò émerge un rapport de collaboration très complexe entre Gasparo Cairano et Antonio Mangiacavalli qui se base sur le partage du personnel selon celui qui se trouvait sur le lieu de travail. Il faut notez que ces collaborations sont assez fréquente chez Cairano qui les utilise aussi sur le chantier de l'église San Pietro in Oliveto où il abandonne petit à petit son travail aux Sanmicheli pour se consacrer aux chantiers du grand escalier de la Loggia et de l'Arche de Sant'Apollonio.

### Le retour au palais de la Loggia: la construction du grand escalier

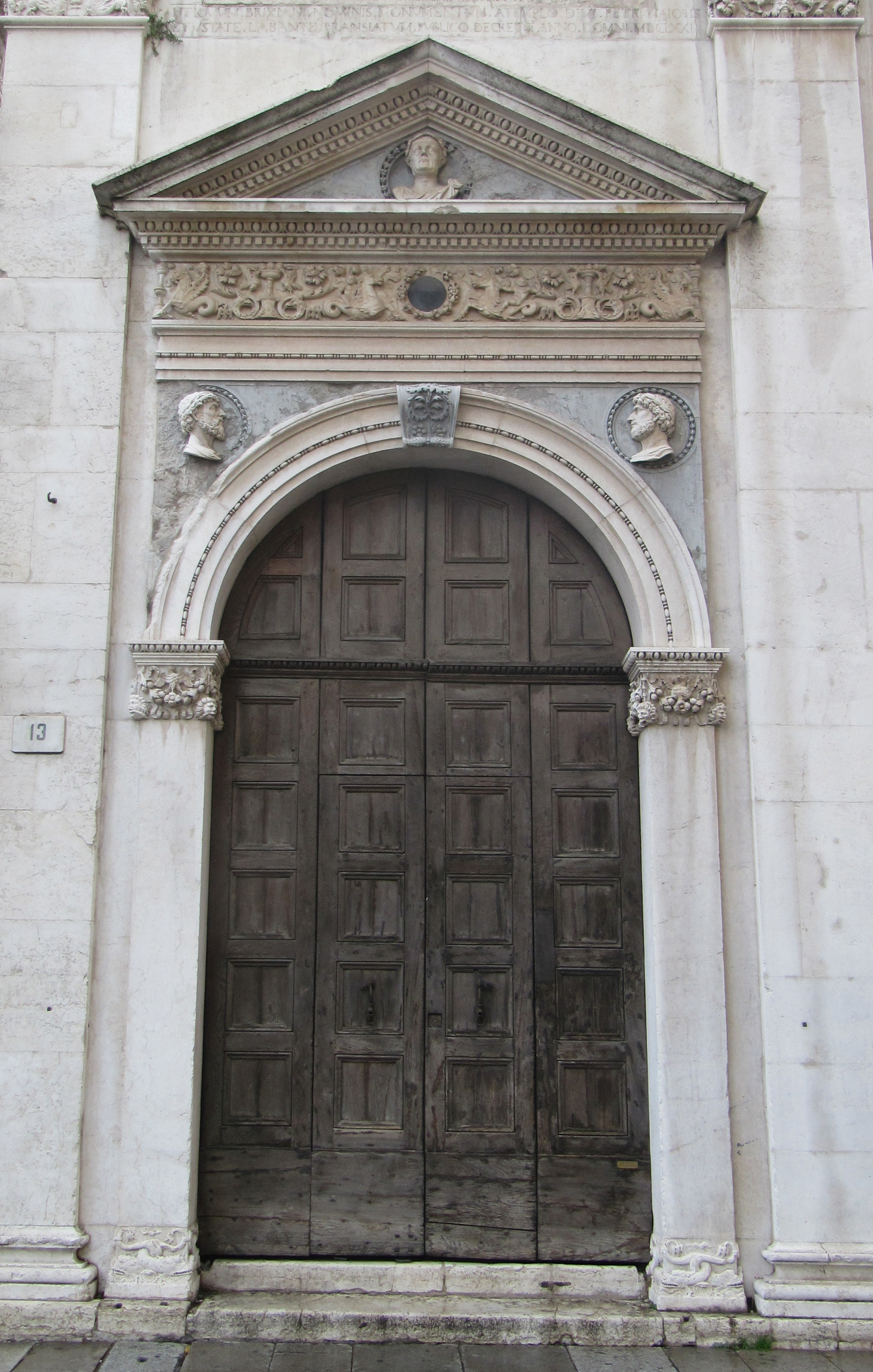
Le portail du grand escalier du palais de la Loggia (1503-1508)

En 1508, est terminé le bâtiment nord du palais de la Loggia, contenant l'escalier pour accéder au niveau supérieur de l'édifice public. L'intervention de Gasparo Cairano, qui avait abandonné le chantier depuis plus de cinq ans durant lesquels il avait acquis une importante réputation, se résume dans la réalisation du portail du grand escalier et de certains ornements de la passerelle qui reliait et relie toujours l'édifice à la fabrique voisine.
Le portail est conçu de manière excentrique tout en étant très élégant et presque exubérant. L'ensemble est sculpté de manière à laisser croire à un faux assemblage de vestiges archéologiques réutilisés,. C'est pour ce motif que les critiques ne retiennent que Cairano comme l'inventeur du projet qui reste quand même en magnifique exemple de la culture antiquisante de l'époque,. Gasparo est tout de même considéré comme l'auteur de la sculpture en ceci qu'on retrouve parmi les ornements des dauphins et des créatures fantastiques (dont Cairano s'était déjà servi auparavant) et l'artiste a aussi recours à de petits bustes de Césars, sur le portail comme sur la passerelle, qui ressemblent beaucoup à ses anciens bustes,.

### L'Arche de Sant'Apollonio

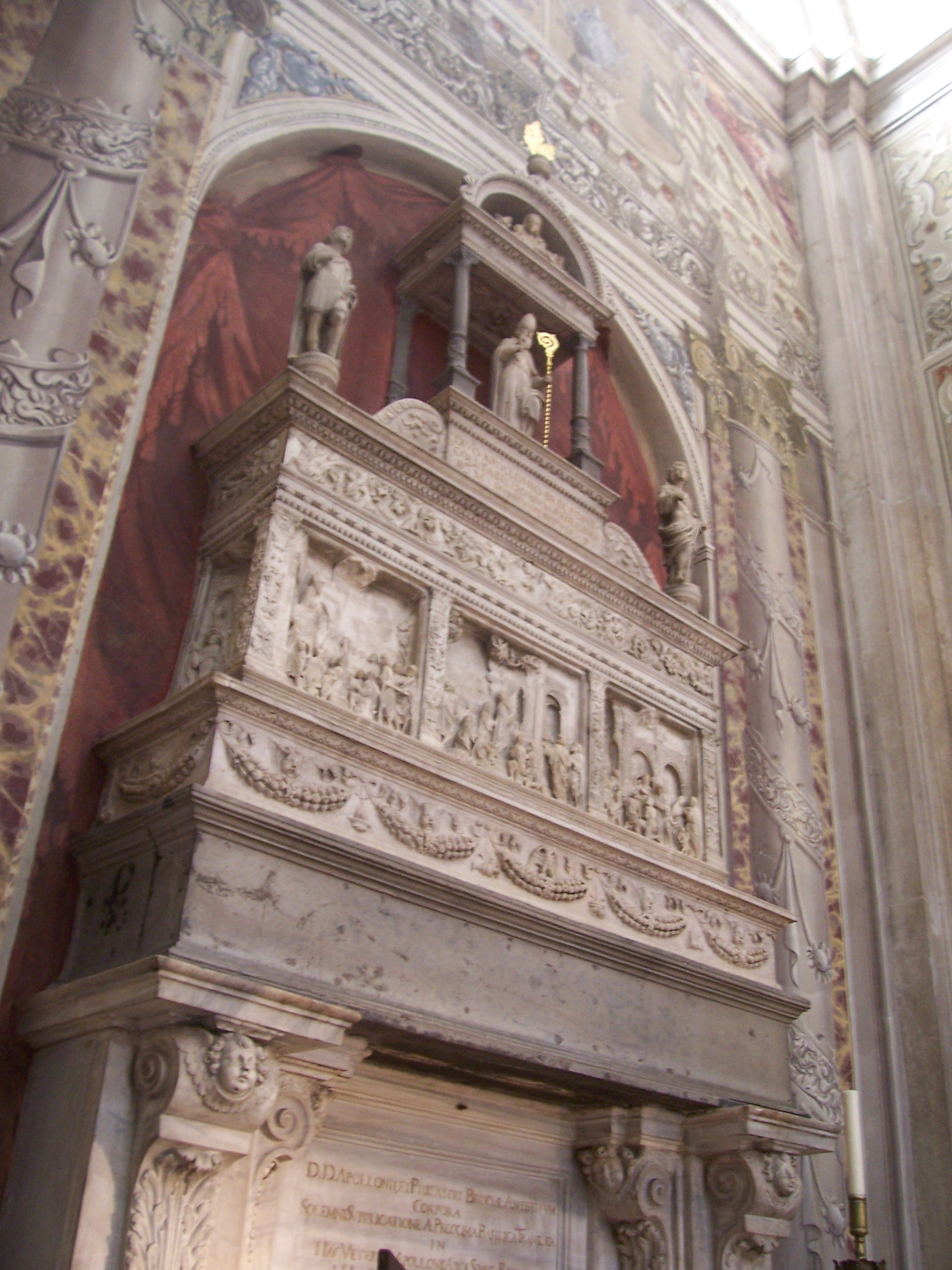
L'Arche de Sant'Apollonio (1508-1510)

Une autre commande importante était sur le point d'entrer dans la carrière de Gasparo Cairano, se superposant à ses autres activités. En effet, le 5 janvier 1503, les reliques de saint Apollonio, évêque de Brescia, sont renvoyées à Brescia pour être entreposées dans la Basilique San Pietro de Dom. On a des traces de plusieurs documents attestant qu'en juin 1503, le Conseil général de Brescia fait demande au Collège des Notaires de financer la nouvelle arche qui devait servir de sépulture au saint.
En 1506, le Conseil général de Brescia envoie un dernier rappel au Collège des Notaires et, assez probablement, les travaux commencent en septembre 1508,. la translation solennelle des reliques a finalement lieu en juillet 1510, par conséquent l'arche était sûrement terminée.
Il faut notez qu'en 1505 avait été réalisée, pour l'église des Saints Cosma et Damiano, l'Arche de San Tiziano (contenant les reliques de San Tiziano, évêque de Brescia) par les Sanmicheli. Celle-ci était la première arche du XVIe siècle et elle eut une place importante dans le monde artistique de l'époque en servant aussi de point de relance pour les Sanmicheli qui n'étaient plus en vogue comme ils l'étaient une dizaine d'années plus tôt. C'est pour cela qu'il n'est pas étrange que Cairano s'appliqua autant en réalisant l'Arche de Sant'Apollonio, une de ses œuvres majeures, qui finit par supplanter largement l'arche des Sanmicheli pour sa monumentalité et sa raffinement dans les ornements et les figures sculptés. À travers cette œuvres, Gasparo Cairano prouve pour une fois de plus son talent et son habilité, excellant avec force dans un milieu désormais sans concurrents, répondant aux Sanmicheli avec une production de la plus haute qualité pour l'époque,,.
Vito Zani, en 2012, fera noter que le visage de la statue de San Faustino, accompagnant Sant'Apollonio, n'était pas totalement terminé bien qu'elle soit arrivée à un niveau presque abouti, proche du ponçage. Ces pièces, cependant, ne sont pas travaillées lentement, petit à petit, elles sont directement taillées au burin plat sans passer par l'étape de la modélisation technique. Ce processus donne une nouvelle preuve de la virtuosité de Gasparo Cairano dans la sculpture de têtes.

### Les années du sac de Brescia

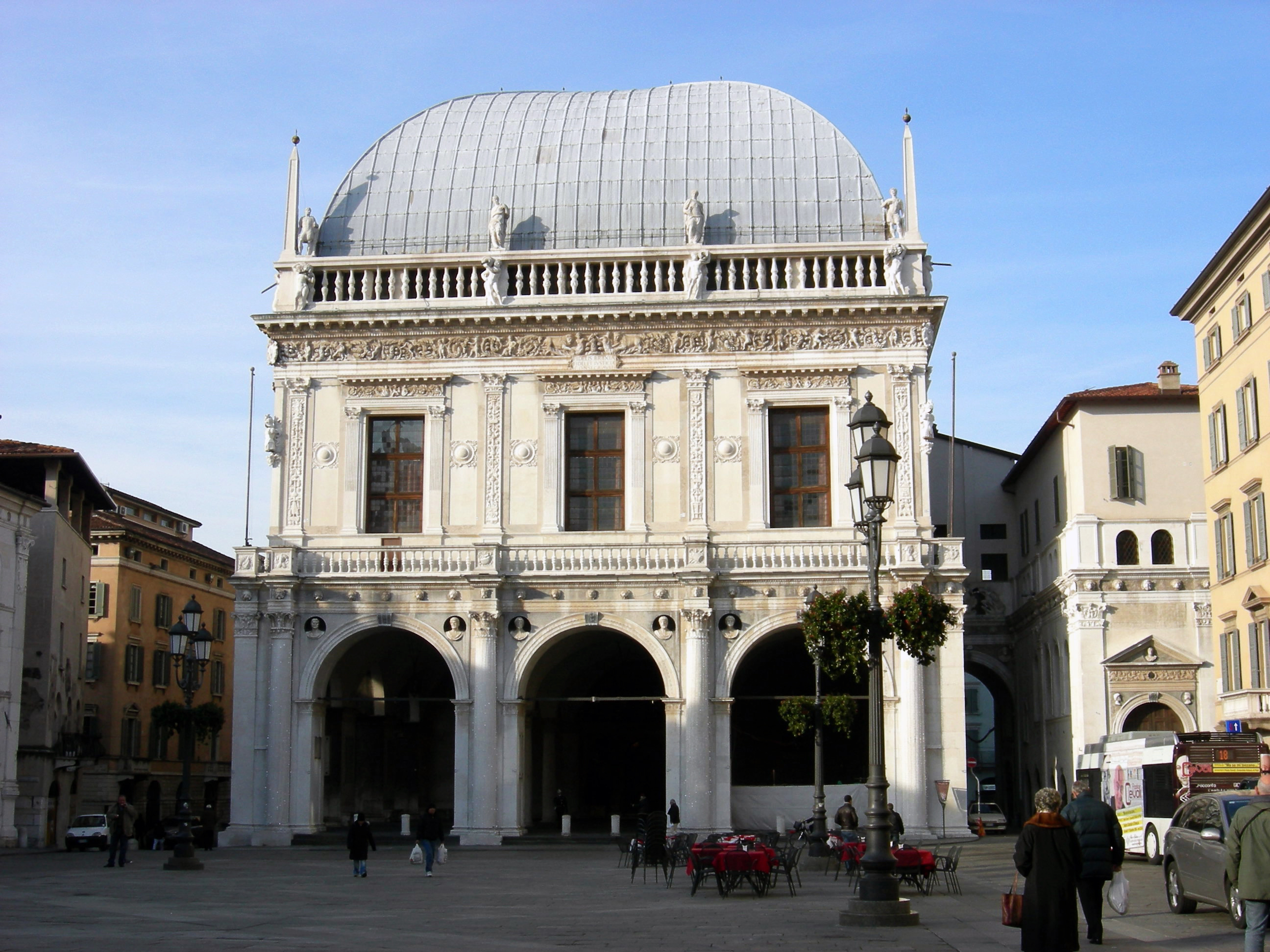
Le palais de la Loggia de Brescia.

À la fin de la première décennie du XVIe siècle, le climat politique européen est en très haute tension : la Guerre de la Ligue de Cambrai, ayant lieu en Italie, est un conflit rejoint par pratiquement toutes les puissances européennes occidentales. Les premières incursions des troupes françaises à Brescia ont lieu et en 1512, Brescia est détruite lors du sac de Brescia par les Français guidés par Gaston de Foix-Nemours (1489-1512) qui, outre réduire la ville à néant, font aussi fi du mythe de la Brixia magnipotens qui met fin aux rêves humanistes de la ville, phénomène qui se diffusa rapidement dans toute la péninsule italienne,.
Les grands chantiers de la Renaissance s'interrompent, y compris celui du palais de la Loggia qui conservera encore des échafaudages, des moulures et les deux Trofei de Cairano prêts à être montés, dans le chantier pendant cinquante ans avant que Ludovico Beretta ne reprenne la direction des travaux. Gasparo Cairano est sans aucun doute affecté par cette période de soudaine et profonde décadence, non seulement en raison de la forte baisse des commandes. Laissant derrière lui une décennie d'intense activité, Cairano entre dans une phase de sa carrière assez obscure et méconnue du point de vue documentaire des œuvres : Le dernier document l'indiquant comme encore en vie est le contrat pour le portail du Duomo de Chiari en 1513, le document suivant, daté de 1517, signale qu'il est déjà mort depuis quelque temps. En dehors de cela, il est à mettre en évidence d'autres œuvres de cette période qui lui sont attribuées dont l’achèvement du mausolée Martinengo.

### Le portail du Duomo de Chiari et le voyage à Parme
En 1513, « Gasparem de Cayrano de Mediolano lapicida architectum et ingeniarum optimum » signe le contrat pour la réalisation du nouveau portail du Duomo de Chiari,. Ce document nous apprend que dès 1511, un accord avait été signé entre le sculpteur et la municipalité mais que celui-ci ne l'avait pas été porté à son terme en raison des événements belliqueux de la guerre de la Ligue de Cambrai et du sac de Brescia. Le contrat prévoit également l’exécution de tous les ornements et des sculptures, soit celle de la Madone et des Saints Faustino et Giovita dont on a perdu les traces. La perte de ces sculptures empêche de connaître précisément l'évolution de l’habilité artistique de Gasparo Cairano entre ce moment et la réalisation de l'Arche de Sant'Apollonio.
Est aussi attribuable à Gasparo Cairano la statue de saint Jean l’évangéliste présente sur le tympan du portail du chapitre de l'abbaye Saint-Jean-Évangéliste à Parme. L’œuvre n'étant pas assez documentée, certains critiques l'attribuent donc à Antonio Ferrari d'Agrate (père de Marco d'Agrate) mais en 2010 elle fut définitivement ajoutée au catalogue des œuvres de Gasparo Cairano à cause d'évidentes ressemblances avec les œuvres de Cairano. Cela prouve aussi l'influence artistique de Cairano en dehors du territoire de Brescia.

### L’achèvement du Mausolée Martinengo

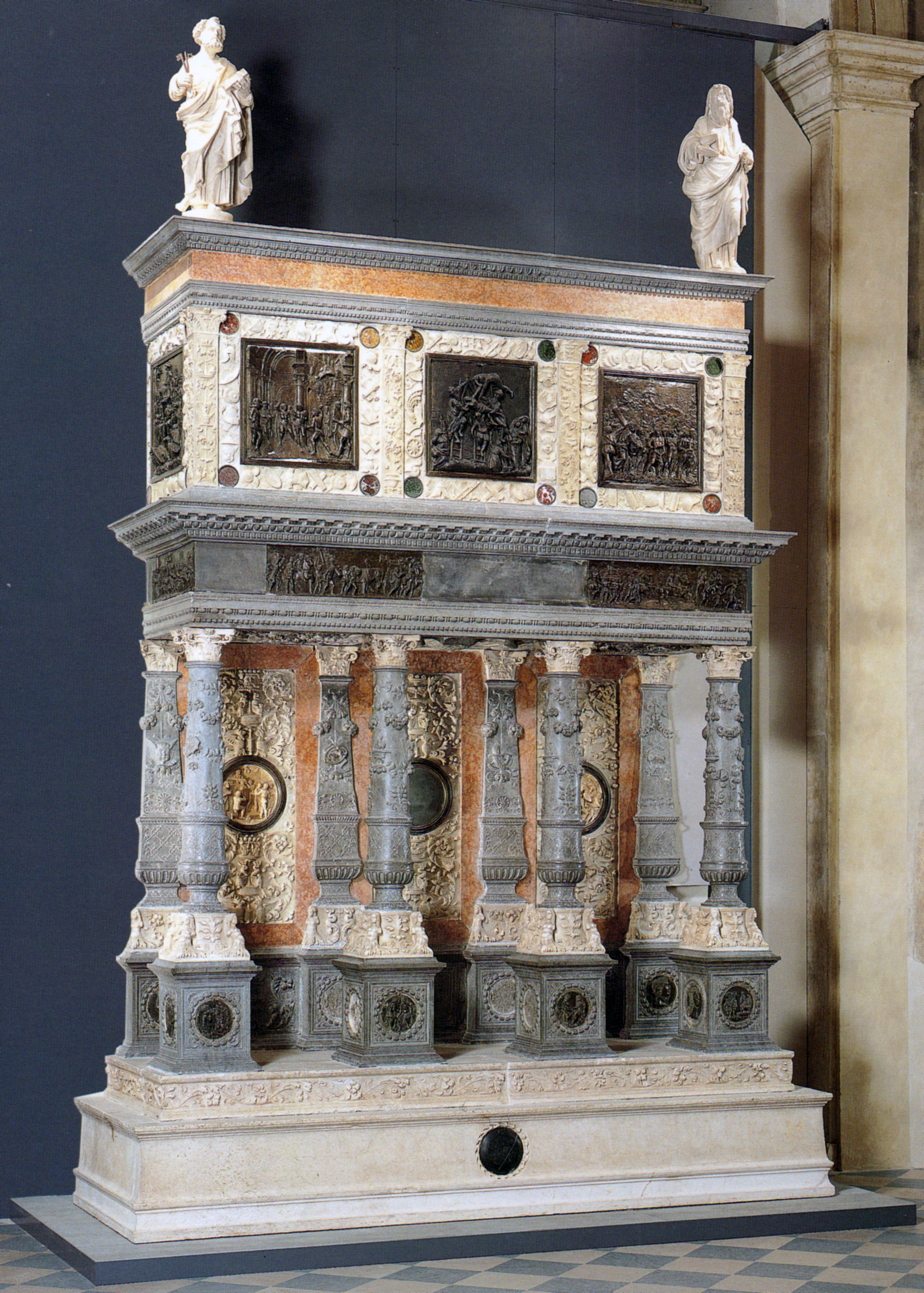
Le Mausolée Martinengo (1503-1518)

Parmi les questions qui se posent sur les dernières années de carrière de Gasparo Cairano, une des plus emblématique et celle de l'achèvement du Mausolée Martinengo, une des œuvres majeurs de la sculpture Renaissance de Brescia. La commande du mausolée avait été faite à l'origine à Bernardino delle Croci par les frères Francesco et Antonio II Martinengo de Padernello en 1503 avec un devis de trois ans. Le tombeau devait accueillir le corps de Bernardino Martinengo, père des deux précédents, qui avait demandé la construction du mausolée par testament à sa mort advenue en 1501 ou 1502. Toutefois, le mausolée n'est pas encore en 1516 au moment au Bernardino delle Croci s'engage à le finir pour janvier 1518. Les causes de se retard sont à recherchées dans un conflit de type économique entre Delle Croci et les Martinengo mais aussi dans les événements bellicistes advenu en 1512 à Brescia qui ont surement ralentis ou même arrêtés le chantier. Il faut attendre l'année 1516 avec la reconquête de Brescia par la république de Venise pour trouver une trace écrite du nouveau et définitif accord. Les documents relatifs à la construction du Mausolée Martinengo s'arrêtent à cette date mais quelques années plus tard le monument est enfin installé dans l'église du Très Saint Corps du Christ à Brescia, surement dans les termes prévus par le contrat de 1516.

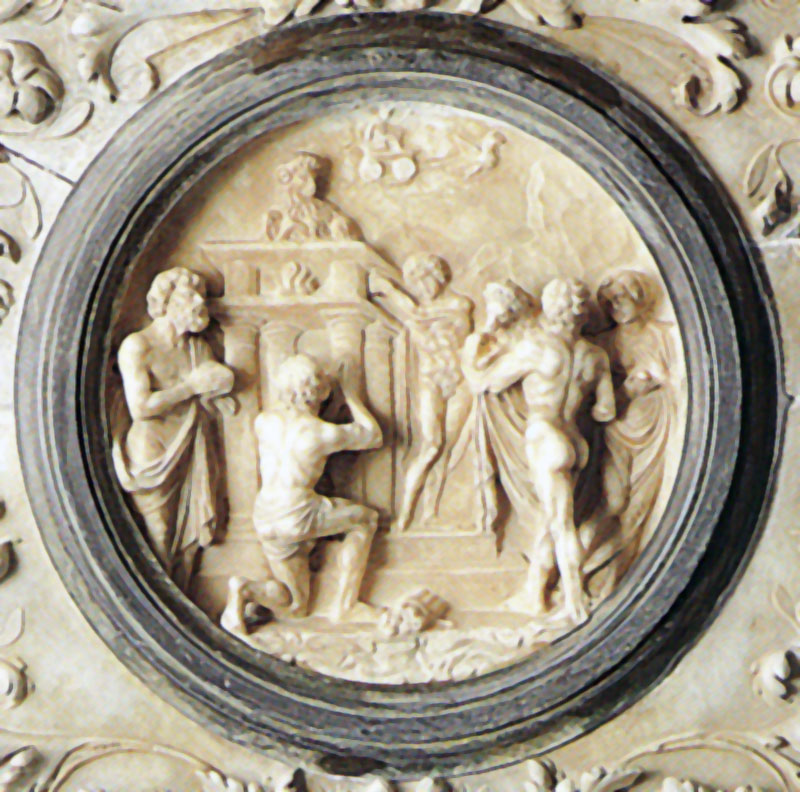
Mausolée Martinengo, Scène de sacrifice (post. 1510)

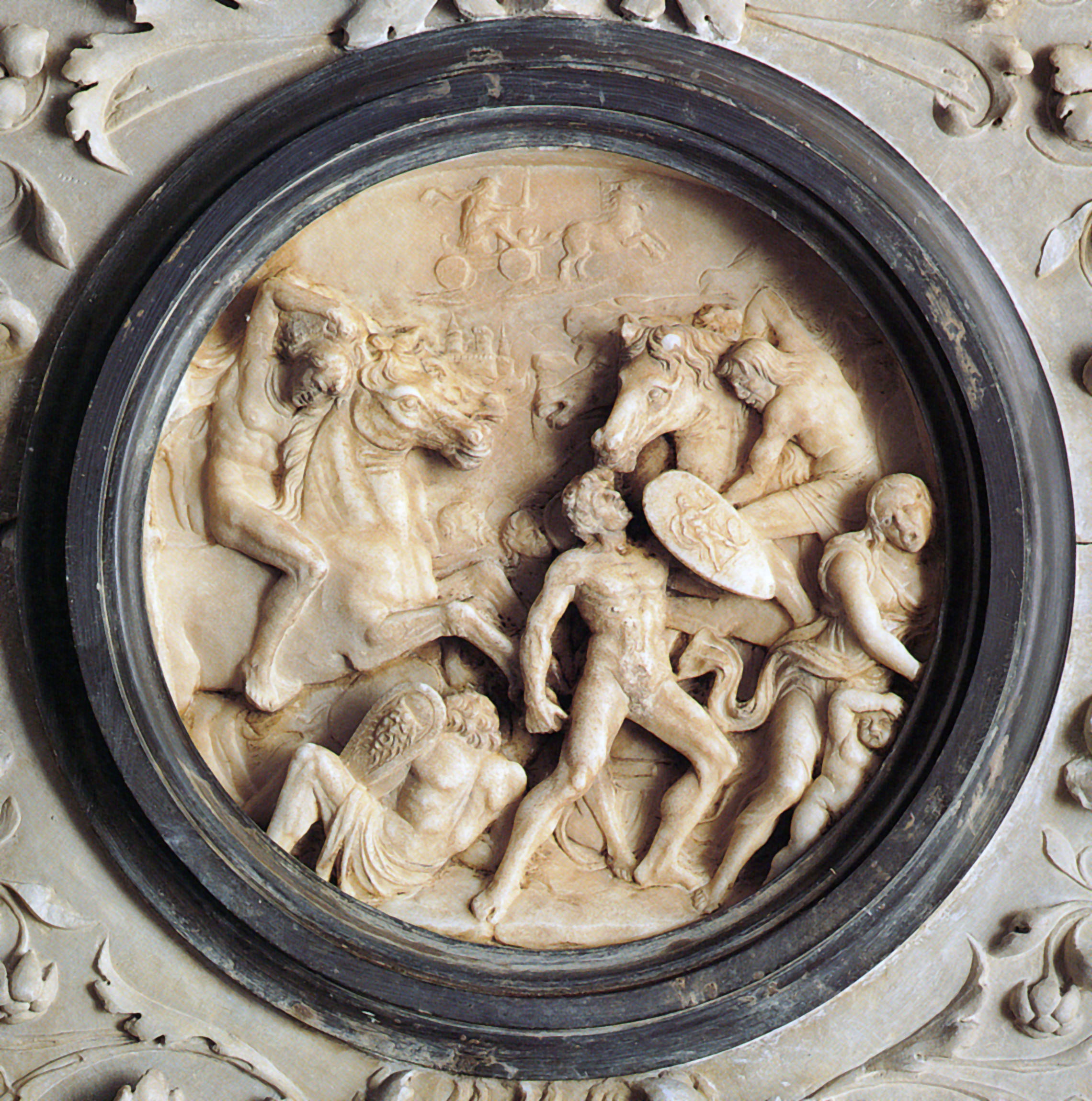
Mausolée Martinengo, Scène de bataille (post. 1510)

Dans les divers documents relatifs à la fabrication du Mausolée, la seule personne citée est toujours l'orfèvre Bernardino delle Croci mais il n'est pas sure que ce-dernier ait les qualités requises pour sculpter une œuvre de ce genre. Une prise en reconsidération du panorama des sculpteurs de la Sculpture Renaissance de Brescia pendant ses années a fait penser à plusieurs critiques que l'auteur des sculptures du Mausolée Martinengo aurait été Gasparo Cairano, en limitant l'intervention de Delle Croci à l'insertion des bronzes,,,,. L'orfèvre aurait donc accepté la commande des Martinengo mais il aurait confié les parties n'étant pas dans ses capacités, soit la majeure partie du monument, à Cairano.
Il faut pourtant noter que le contrat définitif sur la fabrication du monument est signé par Delle Croci en 1516 et que Gasparo Cairano est signalé comme mort en 1517,. En conséquence, on en déduit que Gasparo Cairano n'a pas pu totalement exécuter l’œuvre et il est probable que ce soit son fils, Simone Cairano, lui aussi sculpteur, qui est fini les sculptures du monument. Cela laisse aussi penser que Gasparo Cairano aurait commencé à travailler sur le monument avant 1516, cette thèse est d'ailleurs appuyé par le fait qu'il est mentionné dans le contrat de 1516 que le Mausolée Martinengo était déjà installé à l'intérieur de l'église et que le corps de Bernardino Martinengo s'y trouvait déjà dedans depuis l'année précédente ce qui laisse supposer que la structure et les principaux composés du tombeau étaient terminés et assemblés. La partie non terminé lors du contrat de 1516 pourrait donc s'agir de la finition et de l'ajout des parties en bronzes que devait fournir Delle Croci.
L'analyse approfondie des ornements du Mausolée et en particulier celle de deux scènes (la Scène de sacrifice et la Scène de bataille) relève une sensibilité inédite de Gasparo Cairano aux exemples de bronzes, matière avec laquelle il travaille fréquemment pour diverses commandes. Ce fait, qui initialement peut étonner, trouve en fait une raison sensée dans le contexte où le Mausolée fut projeté et réalisé, soit dans le fait qu'il devait être un monument inédit pour Brescia : il devait avoir pour ornements des plaques en bronze exécutées sous les ordres de Bernardino delle Croci, lequel devait posséder un vaste catalogue de référence d’œuvres anciennes et modernes, surement encore agrandi pendant la commande du Mausolée Martinengo, dont il se servi énormément pour la réalisation des panneaux majeurs,. De ce point de vue, il est difficile de soustraire à Gasparo Cairano, associé de Delle Croci, l'influence de ses exemples classiques, même s'il est difficile de rattacher chaque partie du Mausolée à un exemple ancien. Toutefois, la seule Scène de sacrifice est un exemple en grade d'attester la maturation des prouesses artistiques de Gasparo Cairano, alors inédites aux alentours de 1510 en matière de sculpture et de bronzes.

### Œuvres erratiques à partir de 1510

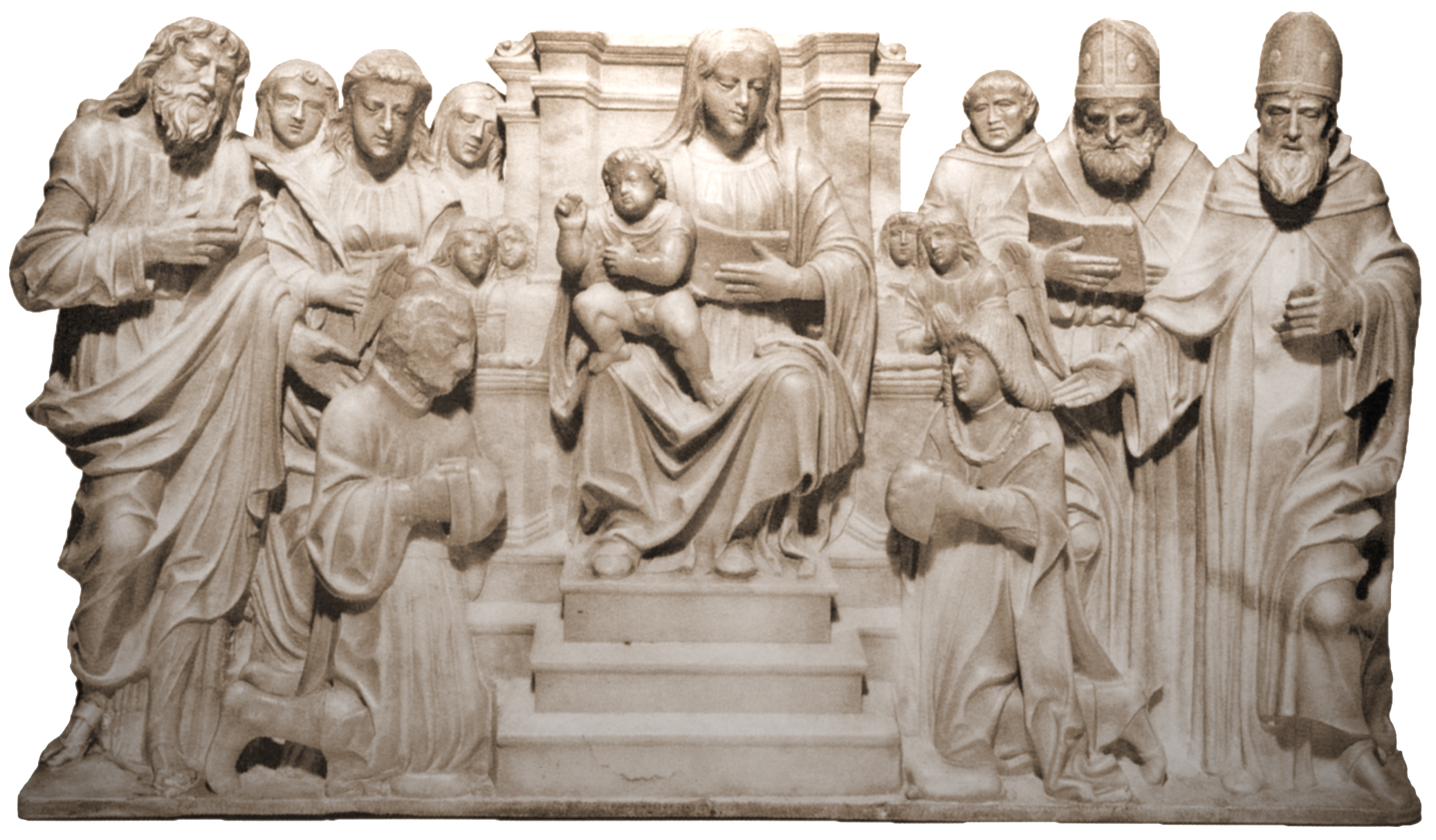
La Pala Kress (1505-1510), aujourd'hui exposée à la National Gallery of Art de Washington

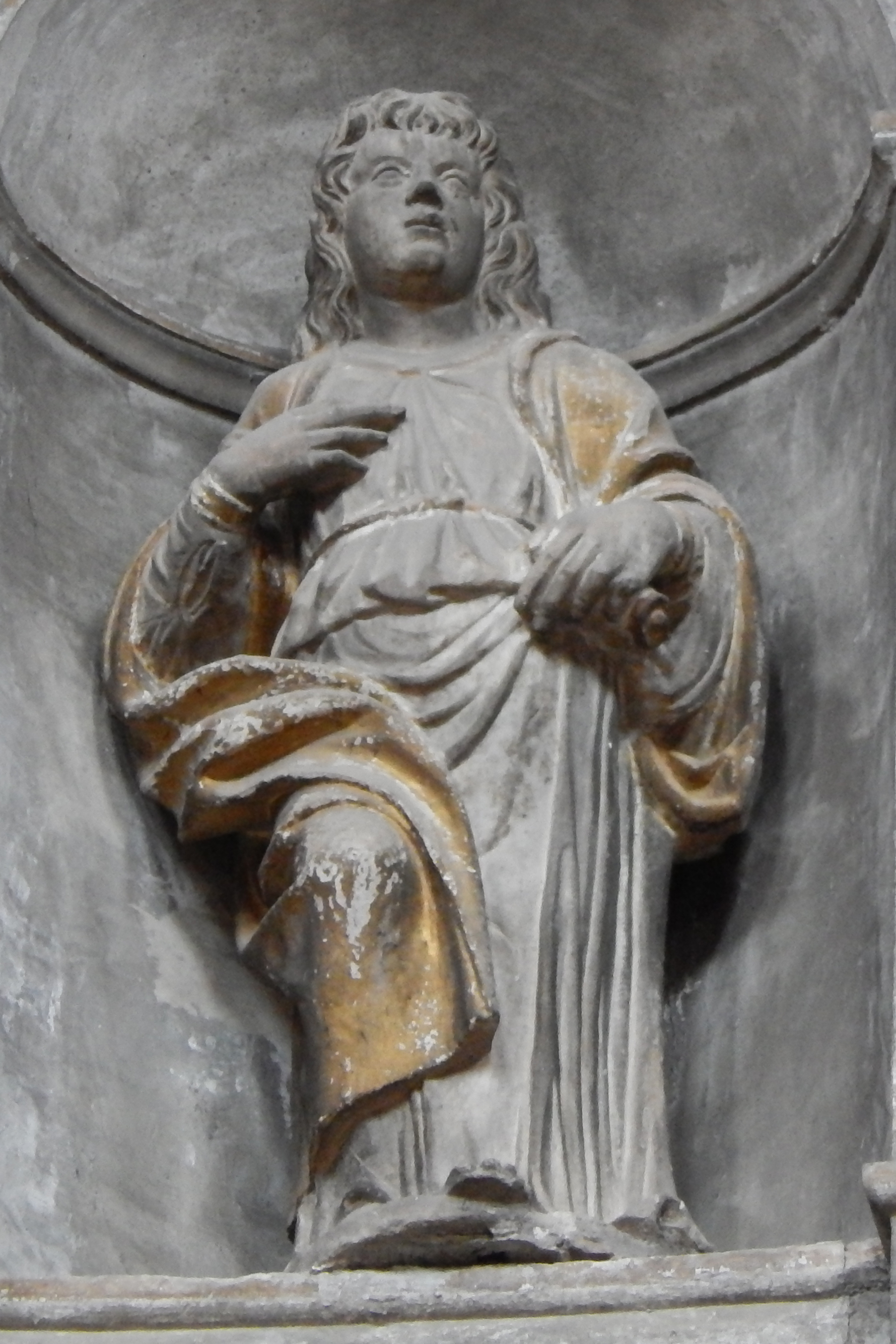
Un Saint, intrus parmi les apôtres de Santa Maria dei Miracoli (1510-1515)

Les différents critiques de Gasparo Cairano considèrent qu'aux environs de la moitié de la seconde décennie du XVIe siècle ce dernier produit une série d’œuvres mineures, le plus généralement des petites statues et des bas-reliefs le plus souvent peu massivement et éparpillé en divers endroits. On ne sait pas surement si la totalité de ces œuvres sont de la main de Gasparo Cairano ou de ses associés, dont son fils Simone Cairano. Il s'agit d’œuvres où l'expérience de Gasparo Cairano et celle de ses associés se confonde et cela se traduit par l'utilisation fréquente de modèles anciens, même dans les dernières étapes de fabrications des dernières Statues des Apôtres pour l'église de Santa Maria dei Miracoli. C'est le cas, par exemple, de la Compianto sul Cristo morto (« Complainte sur le Christ mort »), entreposé au Musée d'Art ancien de Milan, et de la Deposizione di Cristo (« Mise au tombeau du Christ »), entreposé au Musée de Santa Giulia de Brescia, imitation d’œuvres de Giovanni Bellini et d'Il Romanino. Une autre œuvre importante de cette époque, daté de la première décennie de cette époque, est la Pala Kress. Conservée à la National Gallery of Art de Washington D. C., elle est de provenance inconnu et n'a surement jamais servi comme le montre la face incomplète du donateur au premier plan. La Pala Kress a d'abord fait partie de la collection de la famille Niccolini de Florence avant d'être vendu en 1936 au collectionneur d'art américain Samuel Henry Kress par le sénateur italien Alessandro Contini Bonacossi. En 1941, comme beaucoup d'autres œuvres de la collection de Kress, elle est donnée à la National Gallery of Art.
Après le contrat déjà cité signé en 1513 pour le nouveau portail du dôme de Chiari, Cairano n'est plus cité dans aucun document. Le premier texte successif, en ordre chronologique, qui rapporte son nom est celui d'une police d'assurance de Bianca, femme du sculpteur, dans laquelle il est dit qu'elle est déjà veuve. La mort de Gasparo Cairano est donc à situer entre ces deux dates, très probablement en 1515 ou peu après vu qu'il est probable qu'il ait participé à la fabrication du Mausolée Martinengo après le contrat définitif de 1516.

### L'hérédité artistique
Plusieurs critiques ont reconstruit une généalogie d'artistes descendants de Gasparo à partir du fils, Simone Cairano. Peu d'information nous sont malheureusement parvenue et les seules ne portent jamais sur des sculptures, il est donc probable que, en dehors de la boutique de son père, il ait donc toujours travaillé comme bâtisseur,. Dans une police d'assurance de 1534, Simone déclare avoir trente-huit ans, donc né en 1496 et presque vingtenaire lors de la mort de son père. Ce document cite aussi le nom du fils de Simone : Gasparo le jeune Cairano, ayant alors douze ans, qui lui aussi deviendra sculpteur, et celui de la femme de Simone : Catlina Testi, sœur du graveur Andrea Testi de Manerbio. On connait aussi le nom d'une fille de Gasparo Cairano, Giulia Cairano, qui devint l'épouse d'un artisan en terre-cuite, et celui d'un second fils de Gasparo, Giovanni Antonio Cairano, qui est cité en tant qu'orfèvre dans un acte de notaire portant sur Stefano Lambert et Bernardino delle Croci.
Il est très improbable que Cairano, à sa mort, ait réussi à laisser une hérédité artistique assez importante pour sauver sa boutique, qui pourtant avez survécu, peut-être grâce à son fils Simone et à d'autres collaborateurs, et qui avait réussi à former des artistes de renom tel qu'Ambrogio Mazzola. L’œuvre la plus connue de cette artiste est une Madonna col Bambino, signée et datée de 1536, qui est actuellement conservée au Victoria and Albert Museum de Londres et qui apparait dans la continuité des modèles de Gasparo Cairano que celui-ci avait réalisé près de trente ans plus tôt. Cela est un bon exemple de la continuité et de la trace artistique qu'à laisser Gasparo Cairano après sa mort.

## Gasparo Cairano et la Sculpture Renaissance de Brescia

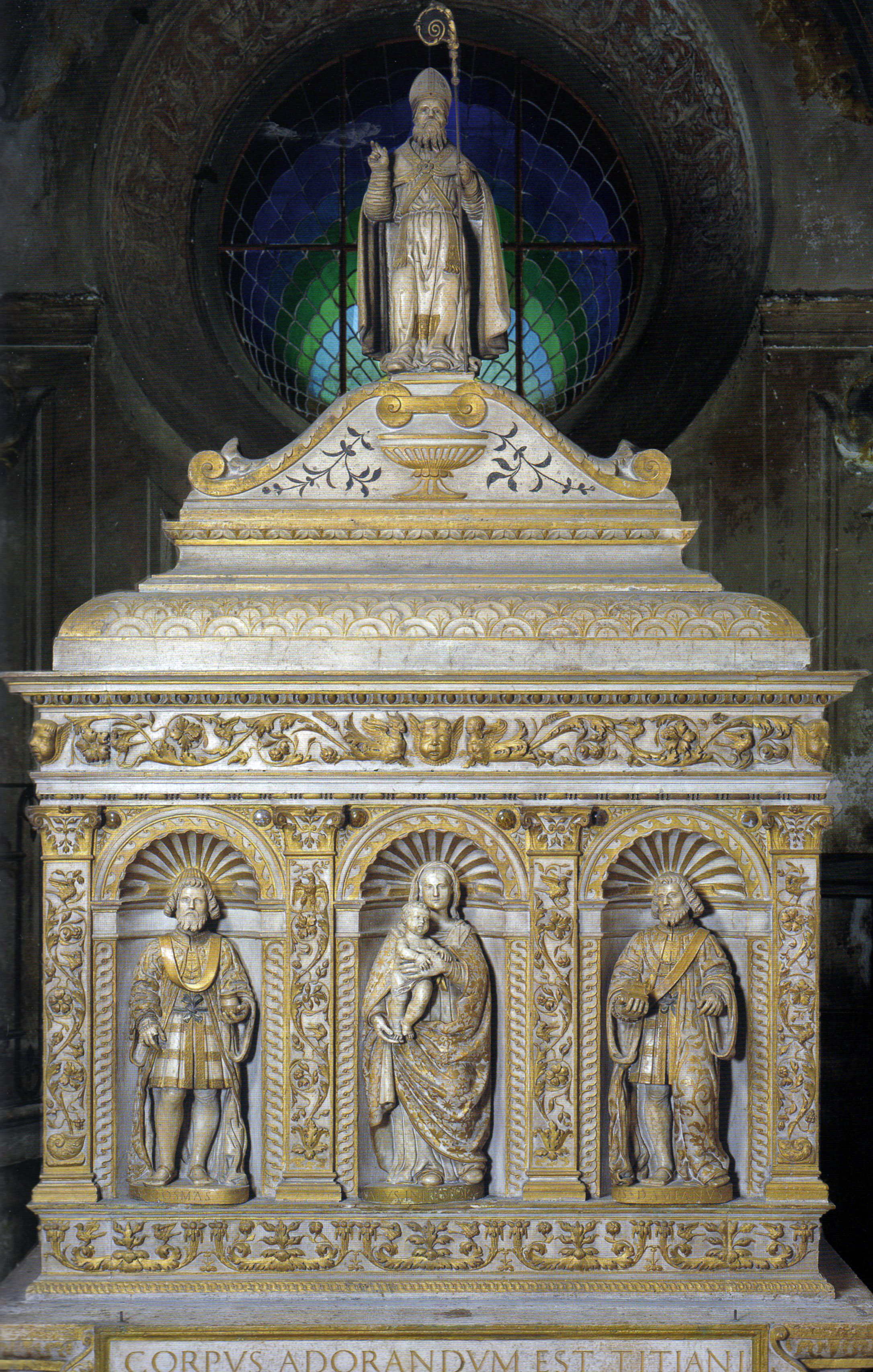
Arche de San Tiziano, Boutique des Sanmicheli, (1505)

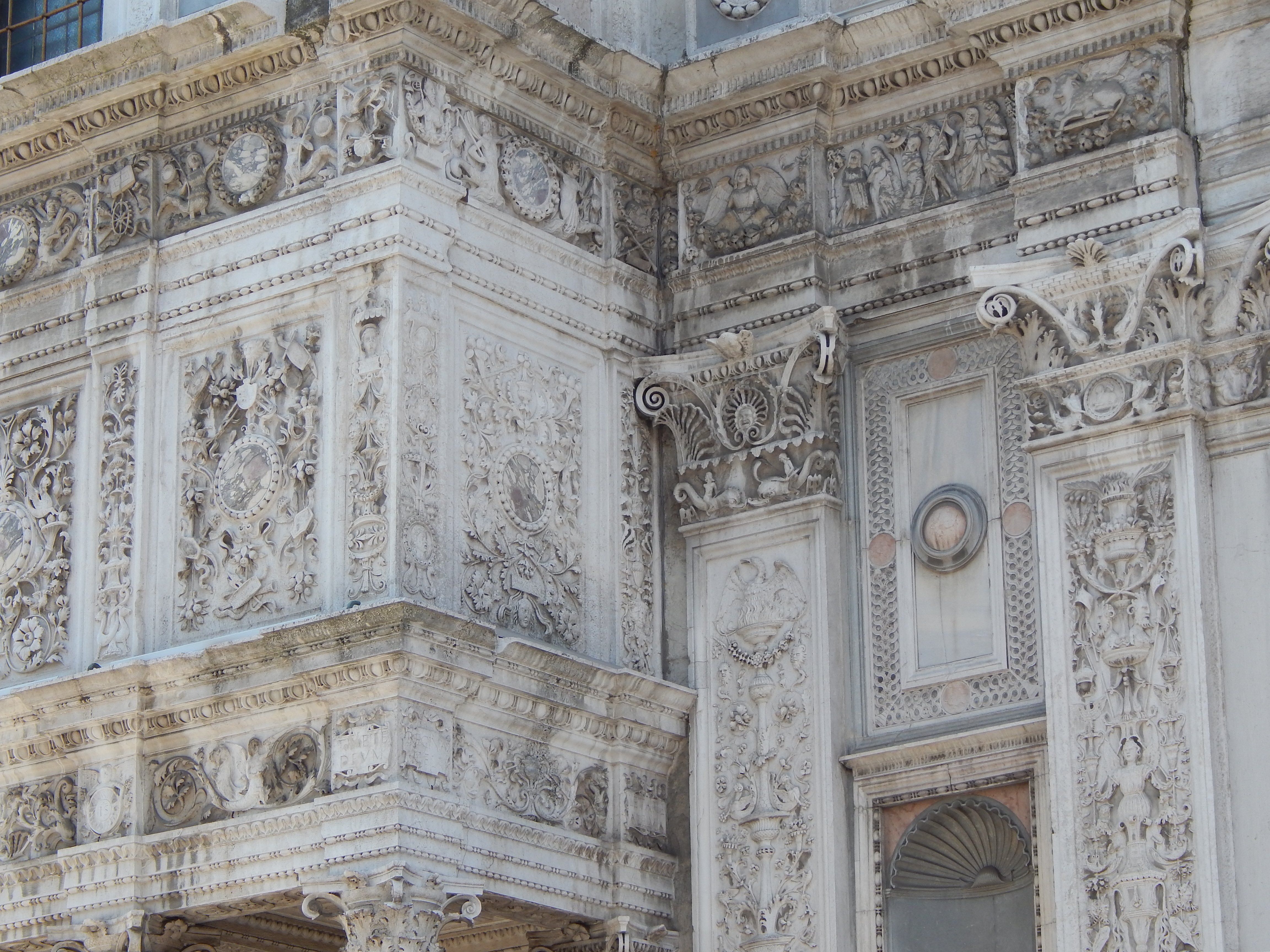
Détail de la façade de l'église Santa Maria dei Miracoli (fin du XVe siècle)

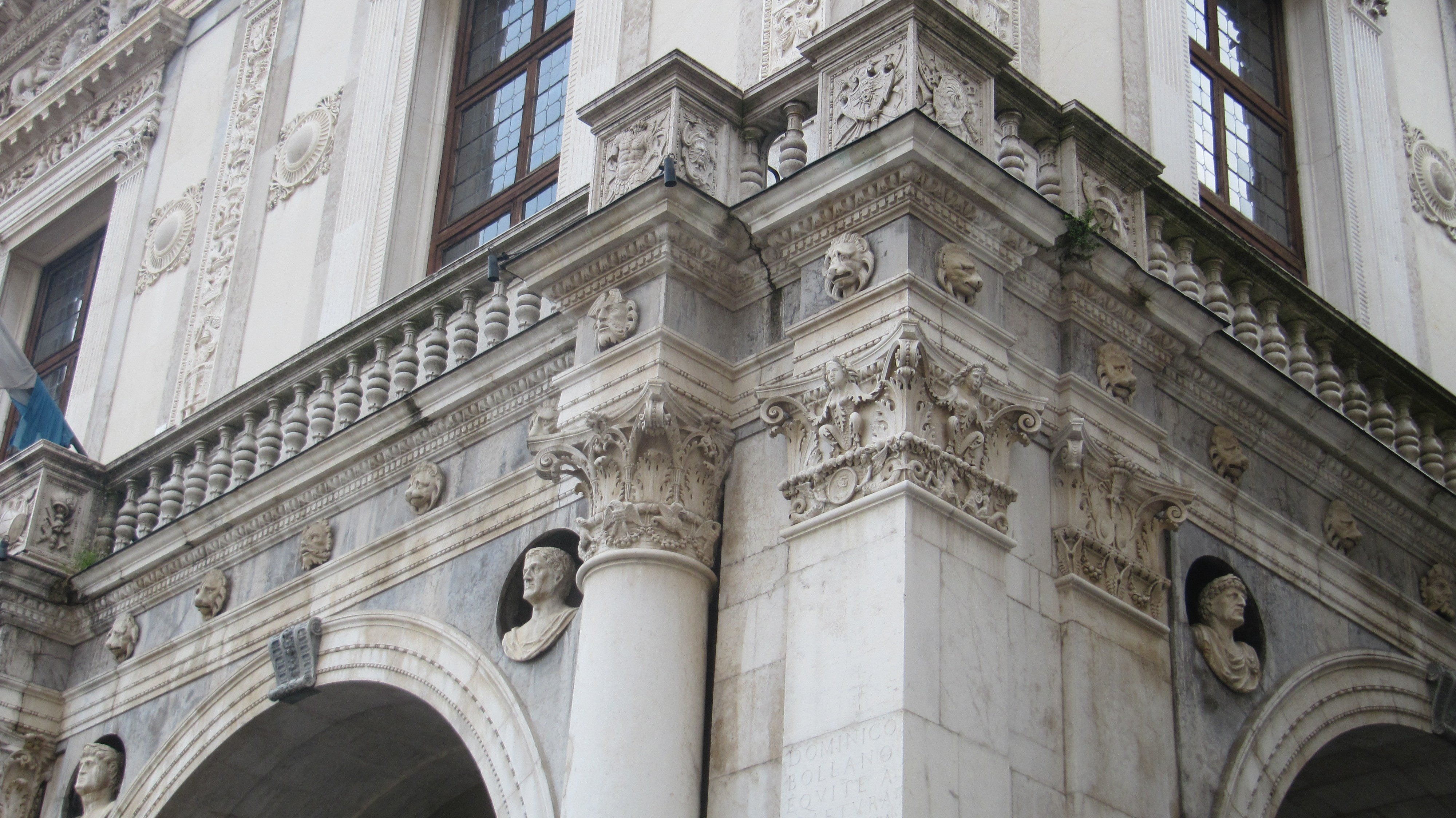
Détail de la façade du palais de la Loggia (1495-1505)

Une bonne compréhension de la personnalité artistique de Gasparo Cairano doit être médiée par une contextualisation appropriée de la scène de l'art contemporain de Brescia. Il peut être considéré comme un jeune artiste au début, lorsqu'il migre en Lombardie, comme beaucoup de ses contemporains à l'époque, mais son arrivée à Brescia lors de la construction de l'innovante église Santa Maria dei Miracoli a lancé sa carrière artistique. Les moments historiques du début de son succès avec les sculptures du palais de la Loggia ont révélé son talent de la sculpture de pierre qui lui valut d'être employé lors des plus importantes commandes publiques et privés de Brescia l'imposa au panthéon des principaux membres de style de la Sculpture Renaissance de Brescia auprès des Sanmicheli et d'Antonio della Porta,.

### Deux boutiques concurrentes: Cairano et Sanmicheli
(à écrire et/ou traduire de it:Gasparo Cairano)

### Les rapports avec le Tamagnino
(à écrire et/ou traduire de it:Gasparo Cairano)

## Itinéraire critique de Gasparo Cairano
Le malheureux itinéraire critique de Gasparo Cairano a commencé alors que le sculpteur était encore en vie et n'est pas encore fini aujourd'hui, après plus de cinq cents ans. Il a vu se succéder plusieurs critiques fameux qui lui ont valu une bibliographie très importante et complexe par la différence des points de vue.
Tout comme Cairano, la parabole culturelle de la Sculpture Renaissance de Brescia et ses divers protagonistes n'ont jamais conquis les honneurs dus aux autres membres de la culture et de la littérature de la Renaissance et qui furent oubliés même par les critiques locaux de Brescia et de la région. La cause principale de cet oubli se trouve dans une très longue série d'erreurs, d'omissions et de malentendus survenus dans la culture littéraire dès le début et qui a conduit à une véritable négligence du niveau et de la qualité culturelle acquis par l'école de sculpture de Brescia dans les trente années à cheval entre le XVe et le XVIe siècle.
Cet oubli a surement été aidé par la perte de la plupart des archives de l'époque et de certaines œuvres d'art d'une grande valeur qui furent souvent démembrées quand elles n'étaient pas détruites, bien que certaines réussirent à être conservées. C'est seulement à partir de la deuxième moitié du XXe siècle que de nouvelles études basées sur des documents d'archives retrouvés ont permis la redécouverte non seulement de Gasparo Cairano mais aussi d'un chapitre entier de l'histoire de la Renaissance : la Sculpture Renaissance de Brescia, bien que son histoire comporte encore aujourd'hui de nombreuses lacunes sous plusieurs aspects qui sont occasionnellement colmatées par de nouvelles recherches sur des documents anciens et des œuvres.

### L'oublié de son temps
Parmi les oublis les plus graves de Gasparo Cairano, il faut certainement noter celui de la littérature contemporaine à sa vie. Le premier oubli que Cairano ait à supporter fut celui fait par Marino Sanuto le Jeune lors de sa visite à Brescia en 1483, en avance de quelques années par rapport à l'ouverture du chantier de l'église Santa Maria dei Miracoli,.
(à écrire et/ou traduire de l'article it:Itinerario critico di Gasparo Cairano)

### Les citations de Pomponio Gaurico
(à écrire et/ou traduire de l'article it:Itinerario critico di Gasparo Cairano)

### Le malentendu de Giorgio Vasari et la chute dans l'oubli
(à écrire et/ou traduire de l'article it:Itinerario critico di Gasparo Cairano)

### DuXVIIeauXVIIIesiècle
(à écrire et/ou traduire de l'article it:Itinerario critico di Gasparo Cairano)

### Recherches de Zamboni et réapparition de Cairano
(à écrire et/ou traduire de l'article it:Itinerario critico di Gasparo Cairano)

### Le retour du malentendu de Vasari
(à écrire et/ou traduire de l'article it:Itinerario critico di Gasparo Cairano)

### Études duXIXesiècle
(à écrire et/ou traduire de l'article it:Itinerario critico di Gasparo Cairano)

### Pendant le Risorgimento
(à écrire et/ou traduire de l'article it:Itinerario critico di Gasparo Cairano)

### Luigi Arcioni et le premier volte-face critique
(à écrire et/ou traduire de l'article it:Itinerario critico di Gasparo Cairano)

### Critiques d'Alfred Meyer
(à écrire et/ou traduire de l'article it:Itinerario critico di Gasparo Cairano)

### Recherches de Paolo Guerrini
(à écrire et/ou traduire de l'article it:Itinerario critico di Gasparo Cairano)

### Le grand malentendu duXXesiècle: Maffeo Olivieri
(à écrire et/ou traduire de l'article it:Itinerario critico di Gasparo Cairano)

### Les années 1980-90: la reconnaissance critique
(à écrire et/ou traduire de l'article it:Itinerario critico di Gasparo Cairano)

### Études et débats auXXIesiècle
(à écrire et/ou traduire de l'article it:Itinerario critico di Gasparo Cairano)

## Œuvres de Gasparo Cairano
Liste des œuvres attribué à Gasparo Cairano :
| Image | Nom                                                                                                  | Description                                       | Date                            | Dimensions en cm       | Matériels                            | Pays       | Ville                             | Lieu de conservation                                            |
| ----- | --- | ------------------------------------------------- | ------------------------------- | ---------------------- | ------------------------------------ | ---------- | --------------------------------- | --------------------------------------------------------------- |
|       | Apostoli (« Apôtres »)                                                                               | Cycle de douze statues                            | 1489                            | environ 100 (hauteur)  | marbre                               | Italie     | Brescia                           | Église de Santa Maria dei Miracoli                              |
|       | Ornements et décorations                                                                             | Cycle de statues et d'ornements décoratifs        | 1490-1495                       | diverses               | marbre et pierre                     | Italie     | Brescia                           | Église de Santa Maria dei Miracoli                              |
| ?     | Madonna col bambino (« Vierge à l'Enfant »)                                                          | Bas-relief                                        | 1491                            | 45×33                  | marbre                               | Italie     | Brescia                           | Cour de l'hôtel particulier au no 71 du Corso Garibaldi         |
|       | Sant'Anatalone                                                                                       | Buste de saint sur clef de voûte                  | 1491                            | ?                      | marbre et pierre                     | Italie     | Brescia                           | Duomo Vecchio de Brescia                                        |
|       | Santa Maria Assunta                                                                                  | Buste sur clef de voûte                           | 1491                            | ?                      | marbre et pierre                     | Italie     | Brescia                           | Duomo Vecchio de Brescia                                        |
| ?     | Santa                                                                                                | Statue                                            | 1490-1495                       | 95 (hauteur)           | marbre                               | Italie     | Ro (Ferrare)                      | Fondation Cavallini Sgarbi                                      |
|       | Cesari (« Césars »)                                                                                  | 24 bustes en reliefs sur un cycle de 30 Césars    | 1493-1503                       | environ 100 (diamètre) | marbre                               | Italie     | Brescia                           | Palais de la Loggia                                             |
|       | Trofei (« Trophées »)                                                                                | Cycle de quatre hauts-reliefs                     | 1499-1500                       | ?                      | marbre                               | Italie     | Brescia                           | Palais de la Loggia                                             |
|       | Chapiteaux, fresques, ornements décoratifs                                                           | Plusieurs reliefs de différents genres            | 1495-1505                       | ?                      | marbre                               | Italie     | Brescia                           | Palais de la Loggia                                             |
|       | Adorazione Caprioli (« Adoration des Caprioli »)                                                     | Relief                                            | 1495-1500                       | 60×200                 | marbre                               | Italie     | Brescia                           | Église de Saint-François d'Assise (Brescia)                     |
|       | Madonna col bambino (« Vierge à l'Enfant »)                                                          | Statue                                            | Fin du XVe siècle               | 79×50                  | marbre                               | Italie     | Milan                             | Museo d'arte antica di Milano (« Musée d'Art ancien de Milan)   |
|       | Gesù benedicente (« Jésus bénissant »)                                                               | Statue                                            | 1495-1500                       | environ 100 (hauteur)  | marbre                               | Italie     | Brescia                           | Église de Santa Maria dei Miracoli                              |
|       | San Rocco (« Saint Roch »)                                                                           | Statue                                            | Fin du XVe début du XVIe siècle | 148 (hauteur)          | marbre polychrome et doré            | Italie     | Brescia                           | Église Saint-Nazaire-et-Saint-Celse de Brescia                  |
|       | Monumento funebre di Gaspare Brunelli (« Tombeau de Gaspare Brunelli »)                              | Sculptures et ornements extérieurs du tombeau     | 1500                            | ?                      | marbre avec partis peintes et dorées | Italie     | Brescia                           | Église Saint-François d'Assise (Brescia)                        |
|       | San Gregorio (« Saint-Grégoire »)                                                                    | Buste faisant partie d'un cycle de quatre reliefs | 1495-1500                       | ?                      | marbre et pierre                     | Italie     | Brescia                           | Église de Santa Maria dei Miracoli                              |
|       | San Faustino                                                                                         | Buste sur clef de voûte                           | environ 1497                    | 88 (diamètre)          | marbre avec traces de dorures        | Italie     | Brescia                           | Palais de la Loggia                                             |
|       | San Giovita                                                                                          | Buste sur clef de voûte                           | environ 1497                    | 88 (diamètre)          | marbre avec traces de dorures        | Italie     | Brescia                           | Palais de la Loggia                                             |
|       | Sant'Apollonio                                                                                       | Buste sur clef de voûte                           | 1497                            | 88 (diamètre)          | marbre avec traces de dorures        | Italie     | Brescia                           | Palais de la Loggia                                             |
| ?     | Giustizia (« La Justice »)                                                                           | Buste sur clef de voûte                           | environ 1497                    | 88 (diamètre)          | marbre avec traces de dorures        | Italie     | Brescia                           | Palais de la Loggia                                             |
|       | Fede (« La Foi »)                                                                                    | Buste sur clef de voûte                           | environ 1497                    | 88 (diamètre)          | marbre avec traces de dorures        | Italie     | Brescia                           | Museo di Santa Giulia                                           |
| ?     | San Francesco (« Saint François »)                                                                   | Buste sur clef de voûte                           | Fin du XVe début du XVIe siècle | ?                      | marbre et pierre                     | Italie     | Brescia                           | Sacristie de l'église de Saint-François d'Assise (Brescia)      |
| ?     | Sant'Antonio da Padova (« Saint-Antoine de Padoue »)                                                 | Buste sur clef de voûte                           | Fin du XVe début du XVIe siècle | ?                      | marbre et pierre                     | Italie     | Brescia                           | Sacristie de l'église de Saint-François d'Assise (Brescia)      |
|       | Altare di San Girolamo (« Autel de Saint-Jerôme »)                                                   | Mélanges sculpturaux                              | 1506-1510                       | environ 780×450×80     | marbre                               | Italie     | Brescia                           | Église de Saint-François d'Assise (Brescia)                     |
|       | Apostoli (« Apôtres »)                                                                               | Cycle de douze bustes                             | vers 1507                       | ?                      | marbre                               | Italie     | Brescia                           | Église San Pietro in Oliveto (Brescia)                          |
|       | Portale del duomo di Salò (« Portail du dôme de Salò »)                                              | Mélanges sculpturaux                              | 1506-1508                       | ?                      | marbre et pierre                     | Italie     | Salò                              | Dôme de Salò                                                    |
|       | Portale dello scalone di Palazzo della Loggia (« Portail du grand escalier du Palais de la Loggia ») | Mélanges sculpturaux                              | 1503-1508                       | ?                      | marbre et pierre                     | Italie     | Brescia                           | Palais de la Loggia                                             |
|       | Cesari (« Césars »)                                                                                  | Cycle de quatre bustes                            | 1503-1508                       | ?                      | marbre                               | Italie     | Brescia                           | Passerelle du Palais de la Loggia                               |
|       | Arca di sant'Apollonio (« Arche de Sant'Apollonio »)                                                 | Arche funéraire                                   | 1508-1510                       | 360×270×70             | marbre                               | Italie     | Brescia                           | Duomo Nuovo de Brescia                                          |
|       | Pala Kress                                                                                           | Reliefs                                           | 1505-1510                       | 54,6×91,4              | marbre                               | États-Unis | Washington (district de Columbia) | National Gallery of Art                                         |
| ?     | Fede (« La Foi »)                                                                                    | Statue                                            | 1510                            | 42,5×31                | marbre                               | ?          | ?                                 | Collection privée                                               |
| ?     | Madonna col Bambino (« Vierge à l'Enfant »)                                                          | Buste                                             | 1510-1515                       | 34×27                  | marbre                               | ?          | ?                                 | Collection privée                                               |
| ?     | San Giovanni Evangelista (« Saint-Jean-Évangéliste »)                                                | Statue                                            | ?                               | 47×28                  | marbre                               | Italie     | Parme                             | Abbaye Saint-Jean-Évangéliste                                   |
| ?     | Portale del duomo di Chiari (« Portail du Duomo de Chiari »)                                         | Mélanges sculpturaux                              | après 1513                      | ?                      | marbre                               | Italie     | Brescia                           | Église Santa Giulia (Brescia)                                   |
|       | Mausoleo Martinengo (« Mausolée Martinengo »)                                                        | Mélanges sculpturaux                              | 1503-1518                       | 465×360×126            | marbres colorés et bronze            | Italie     | Brescia                           | Museo di Santa Giulia                                           |
| ?     | Compianto sul Cristo morto (« Complainte sur le Christ mort »)                                       | Relief                                            | 1510-1515                       | 40×83,5                | marbre                               | Italie     | Milan                             | Museo d'arte antica di Milano (« Musée d'Art ancien de Milan ») |
| ?     | Deposizione di Cristo (« Mise au tombeau du Christ »)                                                | Relief                                            | 1510-1515                       | 74×66×33               | marbre                               | Italie     | Brescia                           | Museo di Santa Giulia                                           |
|       | Saint                                                                                                | Statue                                            | 1510-1515                       | environ 100 (hauteur)  | marbre et pierre                     | Italie     | Brescia                           | Église de Santa Maria dei Miracoli                              |
| ?     | Resurrezione di Cristo (« Résurrection du Christ »)                                                  | Relief                                            | après 1510                      | 58 (hauteur)           | marbre                               | Italie     | Brescia                           | Église Saint-Nazaire-et-Saint-Celse de Brescia                  |